# Histoire de Brest
Pour un article plus général, voir Brest.

Blason de Brest

Placée sur une rivière encaissée, en bordure d'une rade fournissant un abri sûr aux navires, le site de Brest est naturellement tourné vers des activités maritimes. Son histoire ne fera que le démontrer.

## Histoire chronologique

### Préhistoire

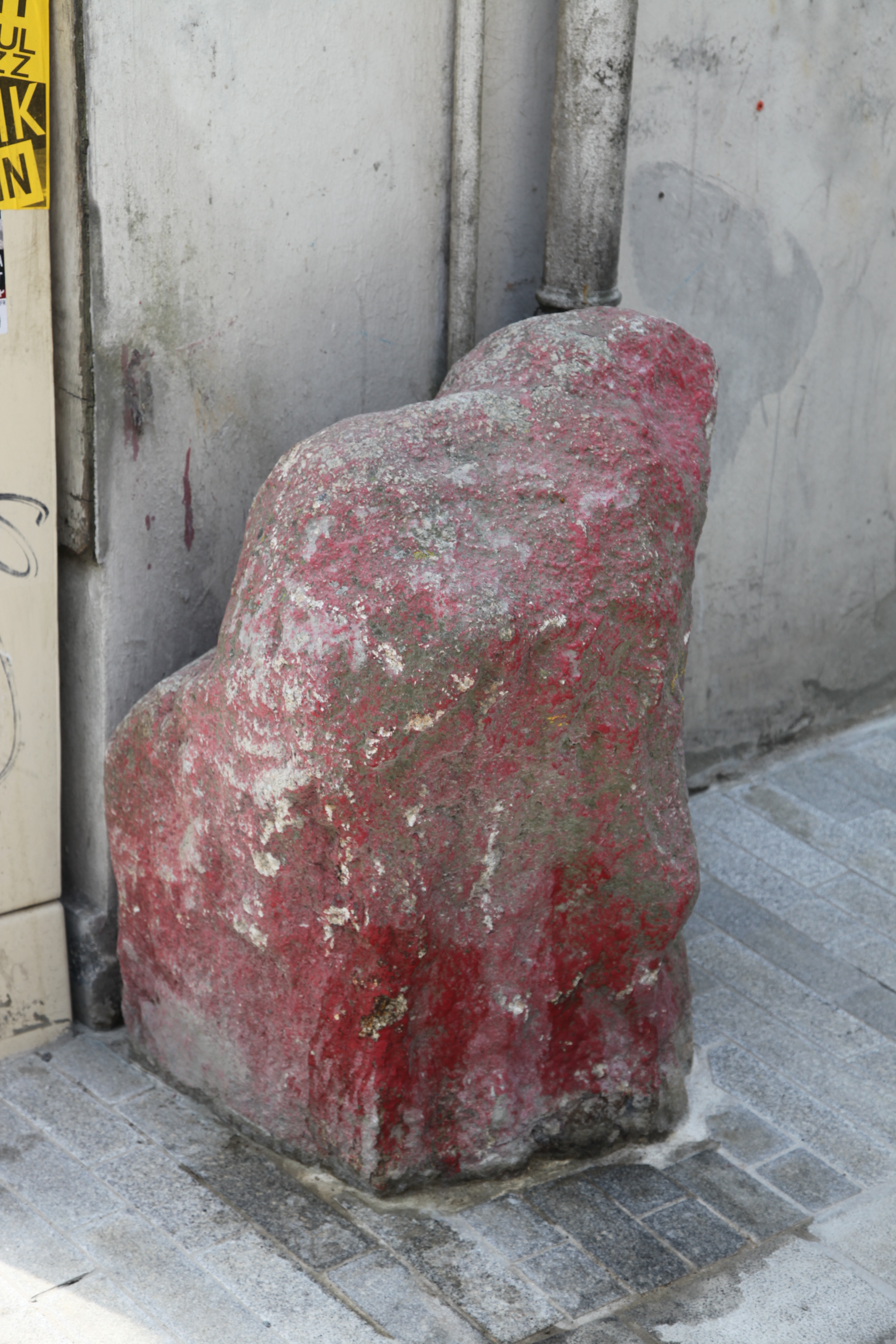
Le Pilier Rouge, menhir datant du Néolithique.

La topologie du Brest originel, c'est-à-dire celui du château actuel, est un promontoire, bordé d'un côté par la Penfeld, de l'autre par la mer. Il est probable que la faille rocheuse au pied de l'actuel bastion de Sourdéac existait déjà, fournissant donc une zone naturellement protégée sur une grande partie de son pourtour. Il est probable que l'homme se soit installé tôt sur cette zone. Il n'existe aujourd'hui toutefois aucune preuve de cette présence humaine à cet endroit.
Le petit menhir qui a donné son nom au quartier du Pilier rouge se dresse à l'angle des rues Jean-Jaurès et Maria-Chapdelaine,.
Datant du Néolithique, il a servi de borne que les régiments ne devaient pas franchir,.
Dès l’âge du bronze la pointe de l'Armorique se trouve sur la route de l’étain.

### Antiquité

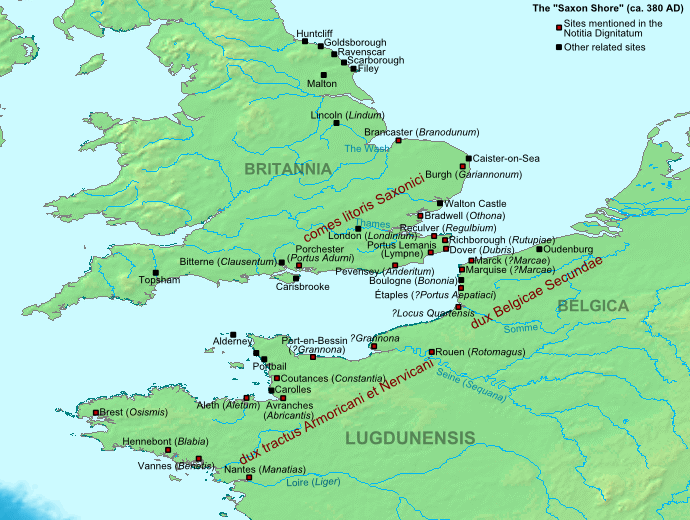
Brest est un port militaire qui relève du Tractus Armoricanus mis en place par l'empire romain.

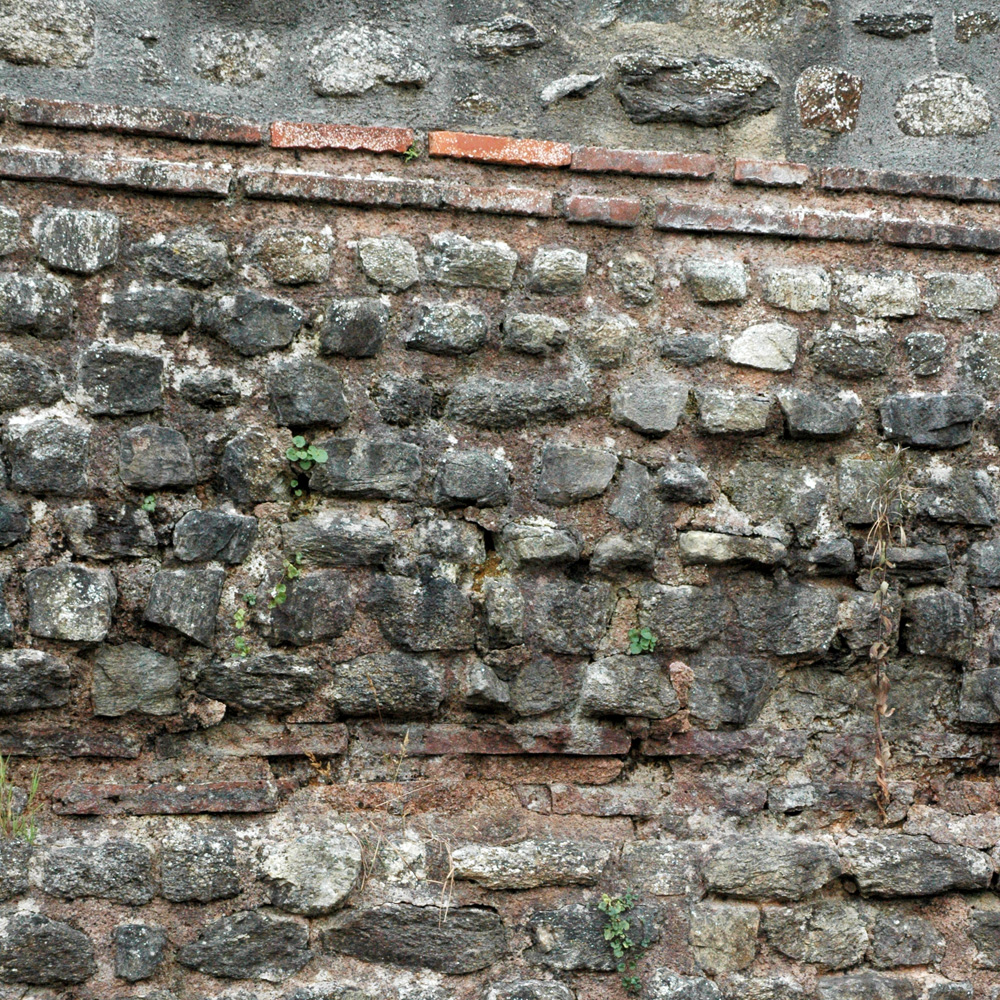
Base romaine du château de Brest.

Le site de Brest faisait partie du territoire du peuple gaulois armoricain des Osismes ou Osismii. Ils occupaient à peu près l’espace du Finistère actuel.
La naissance de Brest correspond à la construction, sur le site du château actuel, d’un camp fortifié romain à la fin du IIIe siècle, qui serait peut-être le Gesocribate mentionné dans la Table de Peutinger, bien que d'autres sites soient proposés.
Ce castrum est contemporain des murailles de Vannes, Nantes, Rennes et Aleth érigées à chaque fois avec le matériau prélevé sur les monuments publics de ces villes démolies pour cette occasion, indice d’une grande urgence : il fallait d’une part se protéger des assauts répétés de pirates dits « saxons » ou « frisons », des bagaudes, qui pillaient les campagnes et attaquaient même les villes non défendues, et d’éventuelles troupes barbares dont on craignait l’arrivée. D’autre part, le gouvernement impérial mettait en place une organisation militaire qui s’appellera au siècle suivant le Tractus Armoricanus et Nervicanus avec constitution d’une flotte, la Classis armoricana[réf. nécessaire] pour le contrôle des côtes.
Il a été proposé que la capitale des Osismes eût été transférée de Vorgium (Carhaix) à Brest, pour des raisons de défense et de contrôle maritime, et qu’elle aurait vu emménager à l’abri de ses murs les élites carhaisiennes. Mais il a été établi récemment que si Brest a reçu le cantonnement d’une légion romaine dans ses murailles, Carhaix est demeurée chef-lieu jusqu’à la dissolution des structures administratives gallo-romaines due à l’immigration bretonne.
Les Coriosolites ont été dans le même cas, doublant leur capitale (dans les terres) de Corseul par le port nouvellement fortifié d’Alet (l’actuelle ville de Saint-Servan, entre Manche et Rance). L’absence d’évêché attesté à Carhaix et Corseul, mais aussi à Brest et Alet (avant le VIIIe siècle pour cette dernière ville) est aussi à rechercher dans l’organisation religieuse des premiers Bretons continentaux, basée sur des abbayes-évêchés (Landévennec, Saint-Pol, Tréguier, Dol…). La dépopulation de Brest au IXe siècle lui fera préférer naturellement Saint-Pol-de-Léon et Quimper pour siège d’un diocèse divisé désormais entre Léon et Cornouaille : le souvenir des Osismes s’était évanoui.
Le castrum romain du IIIe siècle endommagé et en partie ruiné fut renforcé d’une nouvelle construction, le Castellum, bâtie à l’intérieur du vieux Castrum par le comte Morvan de Léon pour se protéger des Normands qui ravageaient la région. Cette ville fortifiée deviendra château au XVIe siècle quand la population civile l’évacuera pour peupler les faubourgs. Le château sera modifié jusqu’au XXe siècle.

### Moyen Âge

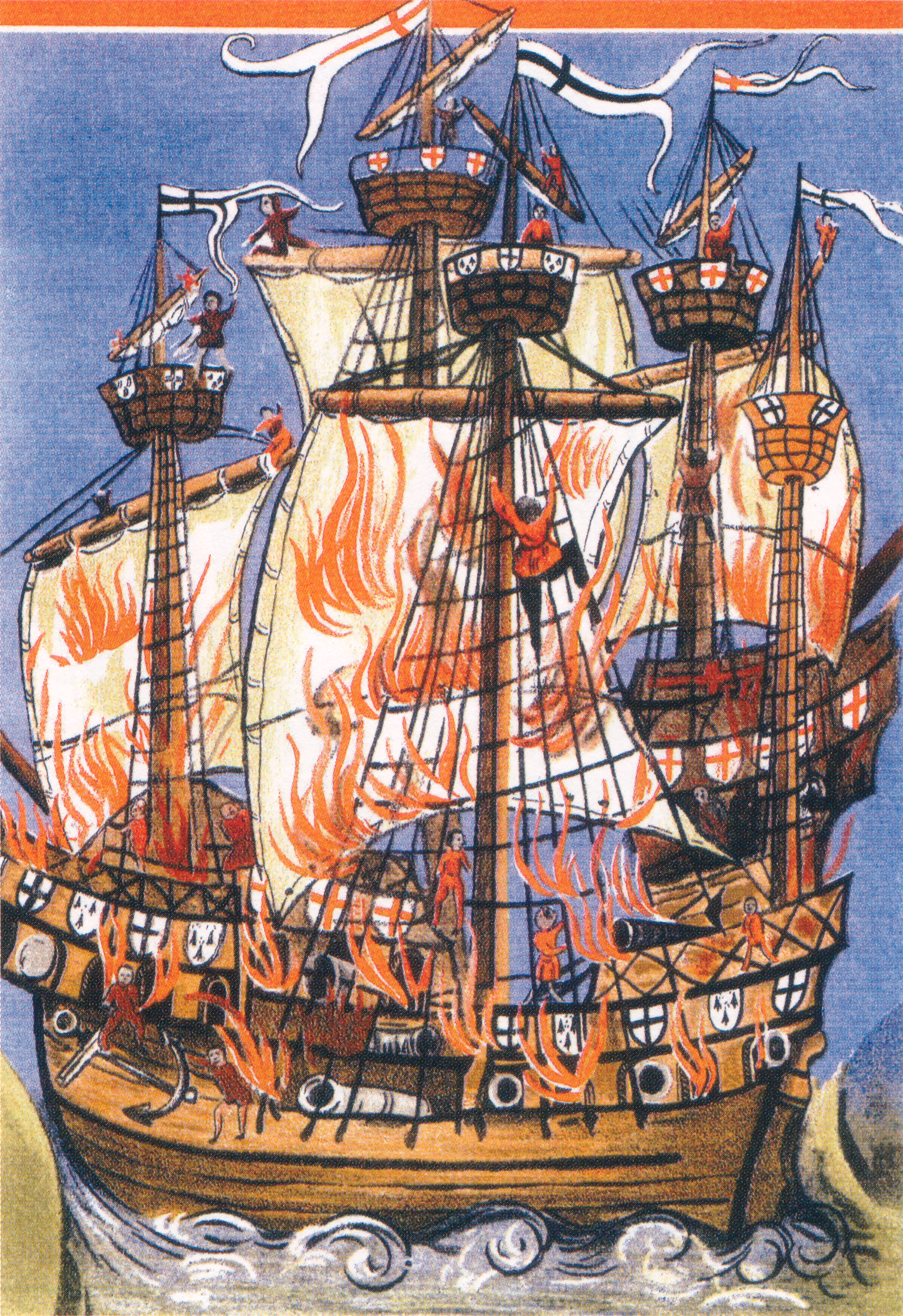
Bataille de Saint-Mathieu. Entre La Cordelière et le Régent

Issue du démembrement de l'ancienne paroisse de Ploubavas (Ploebeves), la paroisse de Lambézellec était très vaste, englobant toute la rive gauche de la Penfeld faisant actuellement partie de la ville de Brest et incluait donc Brest même, y compris le prieuré des Sept-Saints, qui dépendait de l'abbaye Saint-Mathieu de Fine-Terre et érigé en paroisse pendant le règne de Henri II ainsi que la trève de Saint-Marc qui lui est rattachée à partir de 1681.
La ville de Brest dans ses limites de l'époque d'Henri II correspondait à la seule paroisse des Sept-Saints (elle devait son nom à une légende connue sur le pourtour de la rade de Brest, la « légende des Sept-Saints »), l'église paroissiale se trouvant au pied du château de Brest.
Au Moyen Âge, la configuration de la côte et des dangers du large obligent la totalité du trafic maritime entre le Nord et le Sud de l’Europe à passer au pied des falaises et de l’abbaye Saint-Mathieu, dont dépend alors Brest, un des ports les plus importants de tout l’Occident.
En effet, la Penfeld a longtemps constitué par elle-même un excellent port naturel. Elle est abritée et presque dissimulée derrière un rocher d’environ 200 mètres dans sa plus grande longueur qui plongeait dans l’eau sur deux côtés et était isolé de la terre par un ravin sur son troisième côté.
Brest est tour à tour sous la domination du duc de Bretagne et du royaume d’Angleterre.
Pendant la guerre de succession de Bretagne de 1341, Monfort confie aux Anglais la garde de la ville. Devenu duc de Bretagne, il essaie en vain de chasser les intrus. Le roi de France échoue également. En 1397, Charles VI obtient du roi d'Angleterre, qui vient d'épouser sa fille aînée, que Brest soit restituée au duc.
En 1512 La Cordelière, navire construit sur ordre d'Anne de Bretagne, livre un combat mémorable en Iroise, peut-être dans le sud de Saint-Mathieu, contre les Anglais.

### Ancien Régime
En 1593, Henri IV donne à Brest le titre de ville et en 1631, Richelieu fait de Brest un port militaire. Il crée alors le port et les arsenaux, sur les rives de la Penfeld. Ces constructions nécessitèrent une main-d’œuvre abondante qu’il fallut loger. Brest est avec Toulon, le seul port capable d'accueillir des grands vaisseaux de guerre au XVIIe siècle. Ces derniers, qui sont de plus en plus lourds à cause du poids de plus en plus élevé de leur artillerie, nécessitent des tirants d'eau de plus en plus importants, soit 7 m après 1680. Le site est cependant sous dominante de vents d'ouest, ce qui rend difficile la sortie des escadres, problème qui ne sera résolu qu'avec l'apparition de la vapeur, au XIXe siècle.

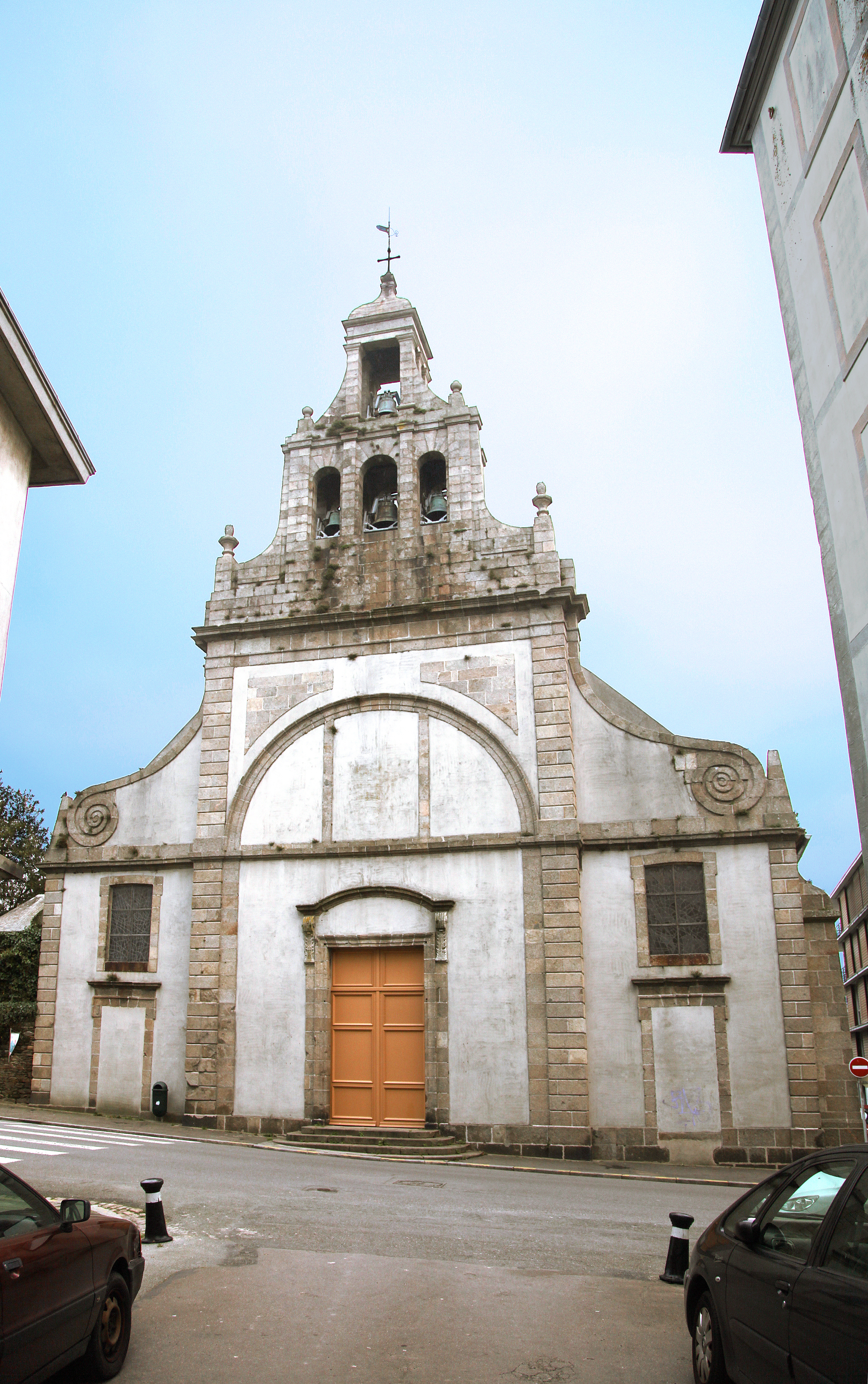
L'Église Saint-Sauveur

Louis XIV guidé par les rapports du chevalier de Clerville en 1667 et ceux de l'intendant Chertemps du Seuil en 1670 et 1675, incorpore Recouvrance, petite ville sur la rive droite de la Penfeld, à Brest, alors uniquement sur la rive gauche, en 1680, par lettres patentes. L'expression locale Brest même, utilisée par les anciens Brestois, désigne Brest rive gauche dans ses limites traditionnelles d'avant ces annexions, par opposition à Recouvrance.
La population passe de 2 000 habitants en 1661, à 6 000 habitants en 1683, en seulement vingt ans, sous l'action de Colbert. En vingt ans aussi, la flotte royale passe de 36 à 276 bâtiments, Brest étant capable de fabriquer une frégate en 22 heures contre 30 heures à Rochefort. En 1683, Vauban fortifia la ville, qui compte environ quinze mille habitants en 1715.
En 1686, venus par la mer à bord de L’Oiseau et de La Maligne, débarquent à Brest, trois ambassadeurs du roi de Siam accompagnés de six mandarins, trois interprètes, deux secrétaires et une vingtaine de domestiques, chargés de nombreux présents, ils venaient rendre visite au roi Louis XIV à Versailles. Empruntant à pied la rue Saint-Pierre, ils émerveillèrent les Brestois qui rebaptisèrent la rue en rue de Siam.
Aux XVIIe et XVIIIe siècles, quelques armateurs et négociants brestois arment en course, le plus connu des corsaires brestois étant Jean-François Riou de Kerhallet, né en 1746.
Au XVIIIe siècle, Brest faisait partie de l'archidiaconé d'Ac'h relevant de l'évêché de Léon et comprenait deux paroisses, Saint-Louis (le 29 octobre 1702, le culte fut transféré de l'ancienne église des Sept-Saints à l'église Saint-Louis) et Saint-Sauveur, devenue paroisse distincte en 1750, le quartier de Recouvrance qui dépendait auparavant de la paroisse de Saint-Pierre-Quilbignon ayant été annexé par Brest en 1680. Le village de Saint-Marc, qui dépendait auparavant de Lambézellec était devenu en 1635 une trève de la paroisse brestoise des Sept-Saints. Afin d'agrandir le territoire de Brest, initialement minuscule, la paroisse voisine de Lambézellec fut progressivement grignotée.
Au XVIIIe siècle, l’ingénieur brestois Antoine Choquet de Lindu dirigea les travaux du port et, en 1750, bâtit le bagne de Brest qui ne sera désaffecté qu’au milieu du XIXe siècle. Vidocq, fils d’un boulanger d’Arras et le plus célèbre forçat brestois, parviendra à s’en évader. De nombreux fours à chaux servent alors pour aider à la construction des divers bâtiments.
En novembre 1757, le retour de l’escadre de Du Bois de La Motte à Brest apporte le typhus, dénommé alors "maladie de Brest". Dans un premier temps, seuls les marins sont contaminés, puis l’épidémie se transmet à la ville. Cette épidémie fit environ 5 000 victimes à Brest même, le double si on prend en compte la région avoisinante.
Parmi les amiraux de l’Ancien Régime qui ont commandé la Marine, le port et la ville de Brest, mention spéciale doit être faite de la dynastie des amiraux de Roquefeuil dont le père Jacques Aymar de Roquefeuil et du Bousquet puis le fils Aymar Joseph de Roquefeuil et du Bousquet ont exercé cette fonction pendant trente-trois ans à eux deux (1728/1740 puis 1761/1782). Une rue du quartier de Recouvrance porte encore leur nom.
Pendant la guerre d'Indépendance américaine, Brest, sous la direction du comte d'Hector, joue un rôle essentiel dans l'armement des grandes escadres en partance pour les Amériques. En raison de la crainte d'un débarquement anglais lié à cette guerre, une ceinture de forts est construite pour protéger Brest, y compris côté terre : le fort Montbarey est édifié en 1784, le fort de Keranroux, le fort du Questel, le fort de Penfeld, pendant le règne de Louis XVI.

Plans de Brest pendant l'ancien régime
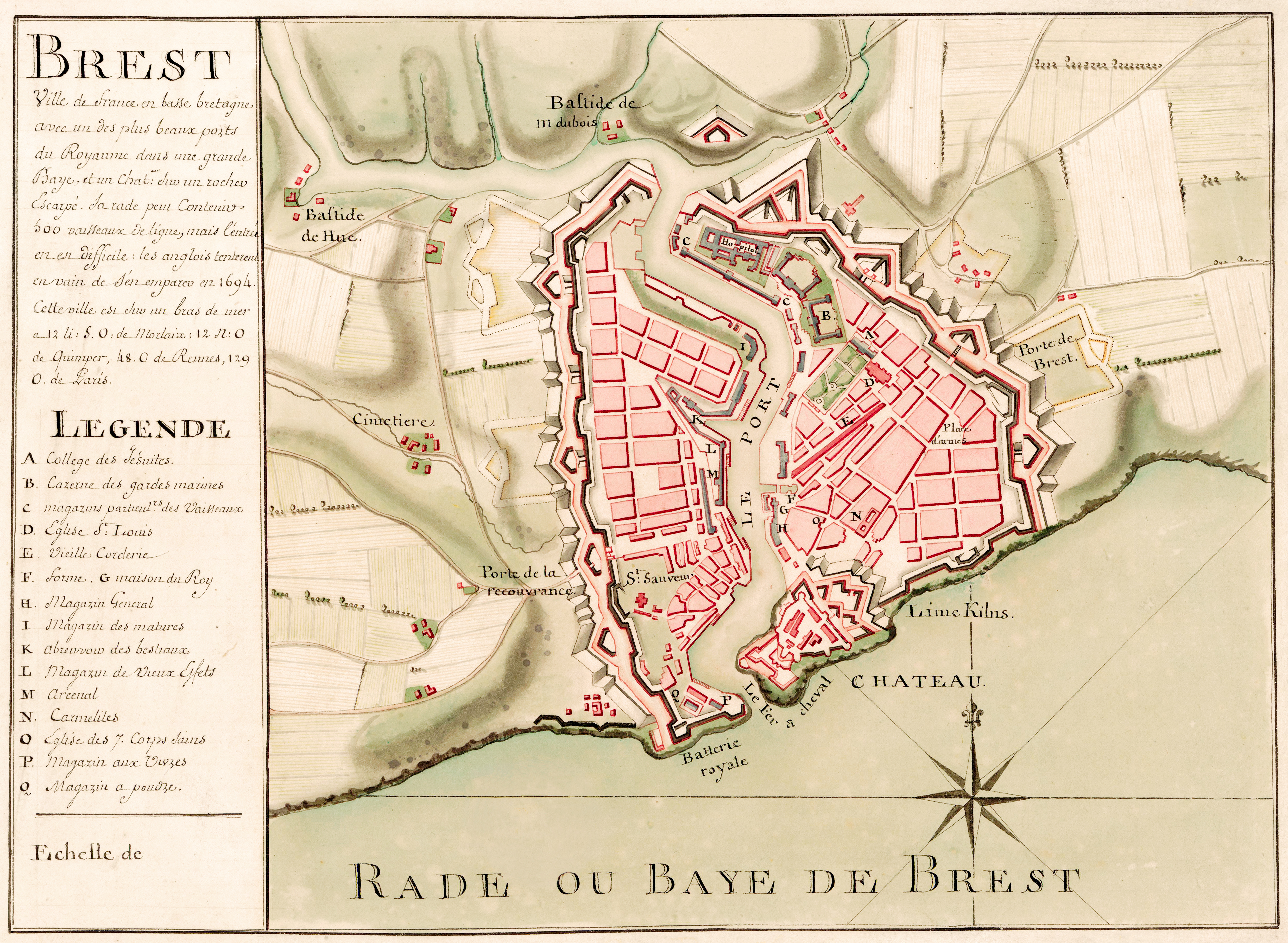
Plan de Brest en 1700
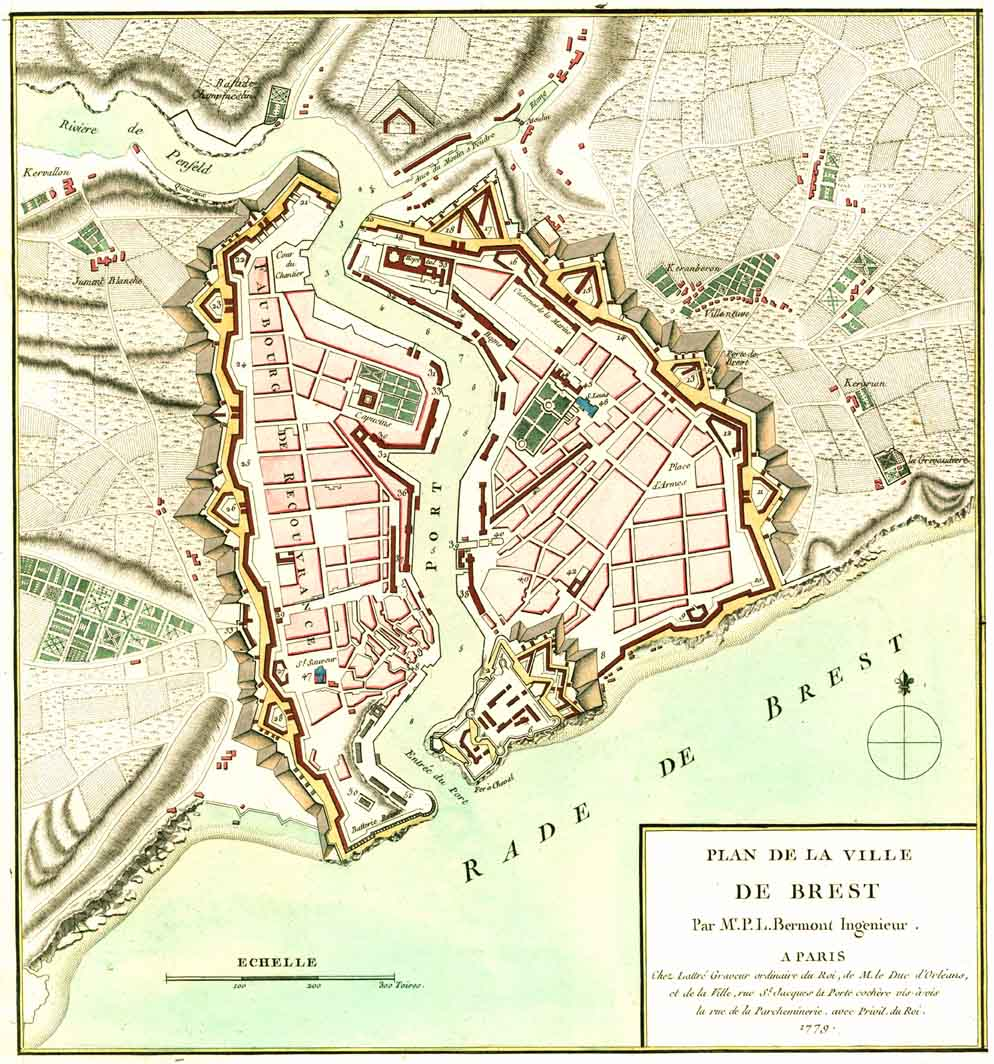
Plan de Brest en 1779
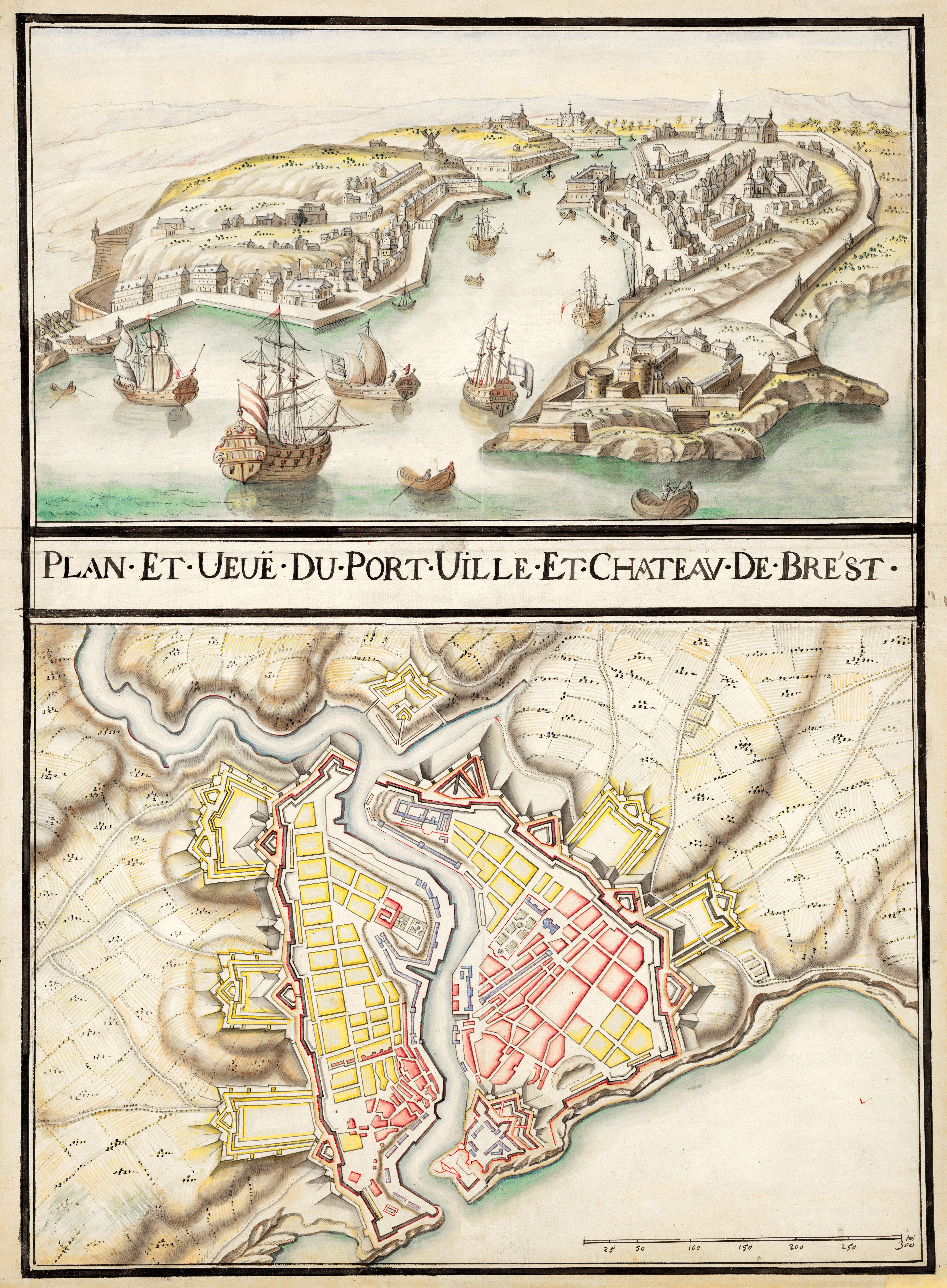
Projet de fortifications vers 1700.

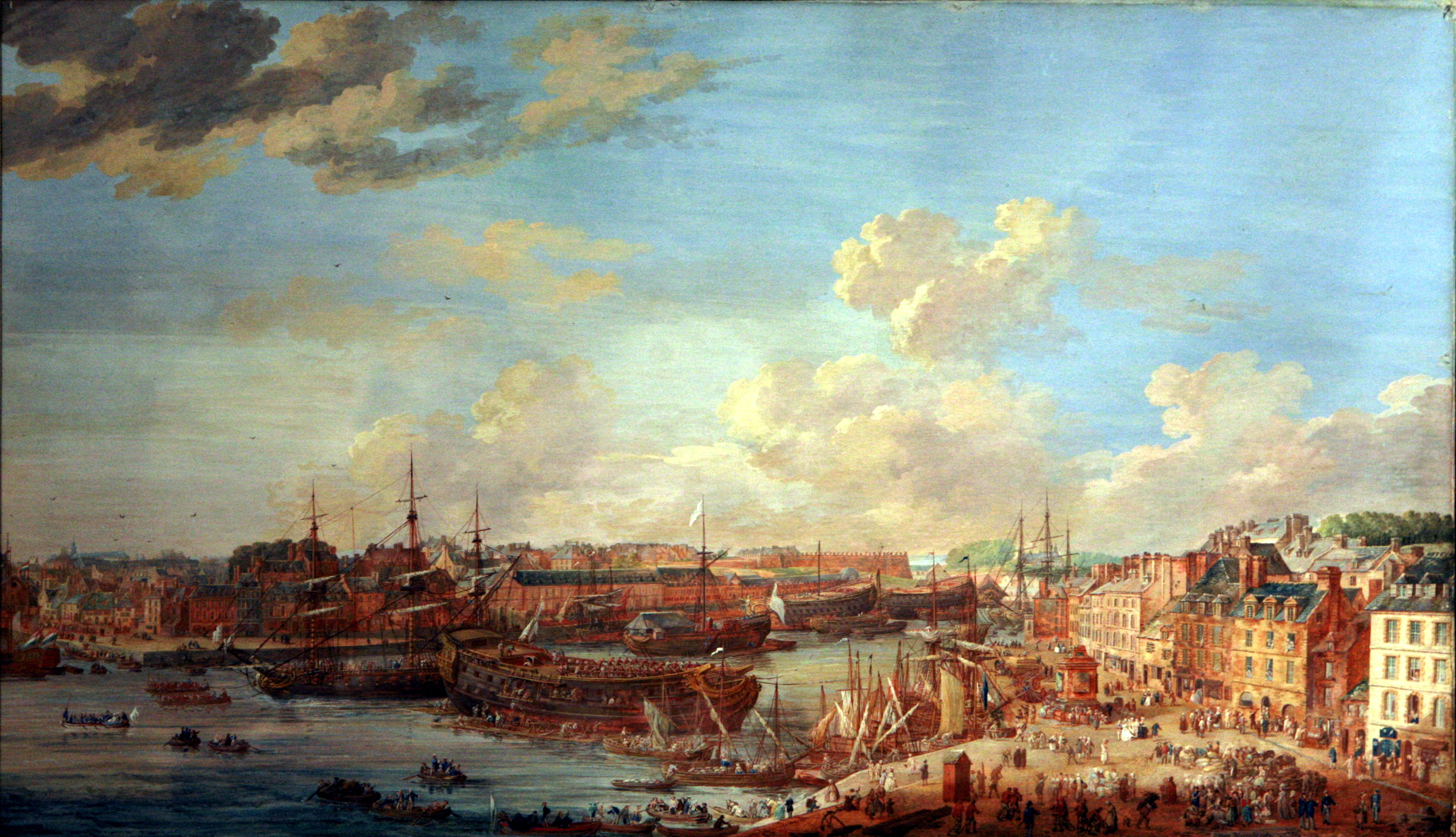
L'arsenal de Brest assure l'armement des grandes escadres pendant la guerre d'indépendance américaine. Louis-Nicolas Van Blarenberghe (1716 - 1794)
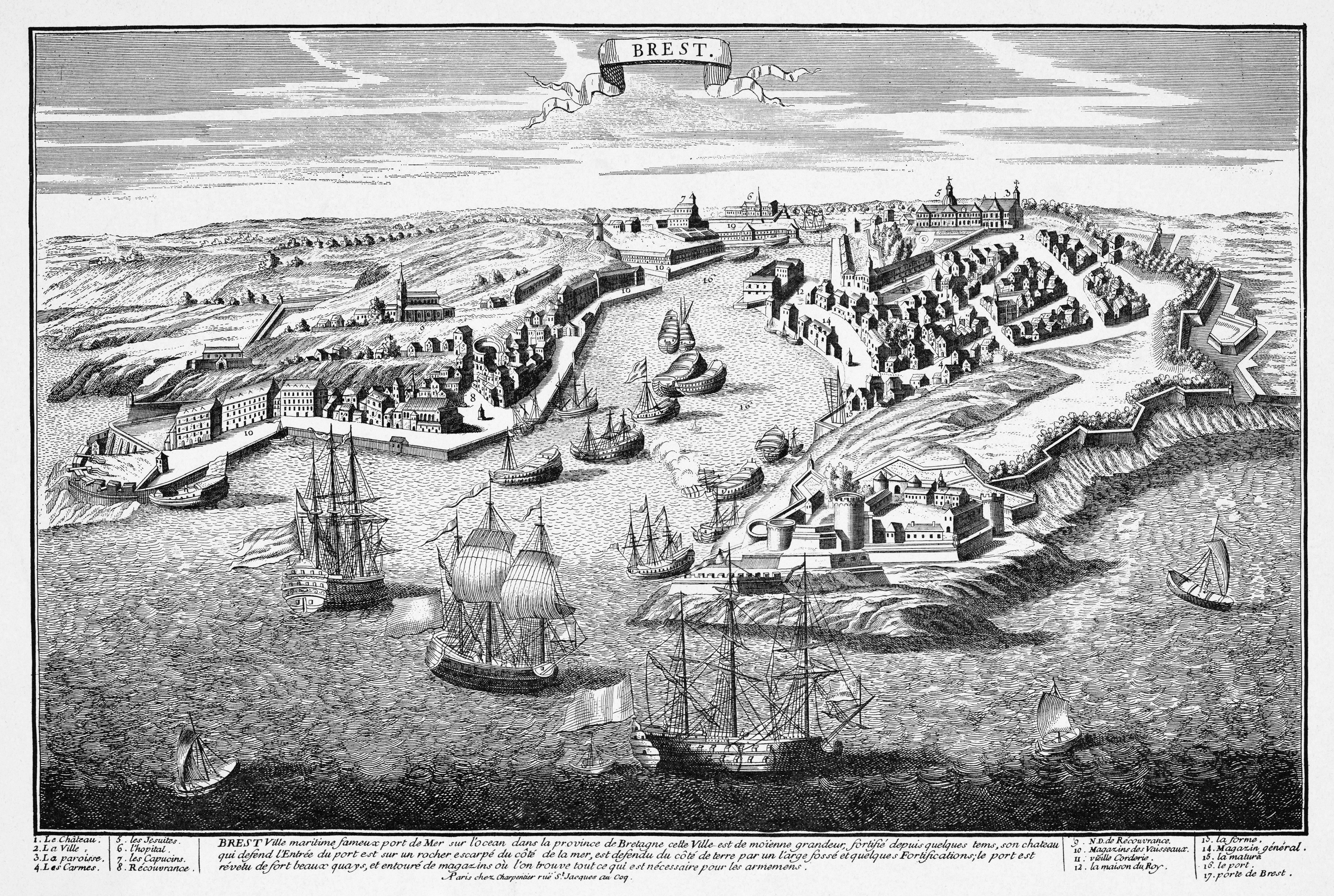
Vue cavalière du port. Celui-ci est le seul, avec Toulon, à pouvoir accueillir les grands vaisseaux de guerre à voile car ils ont besoin d'un fort tirant d'eau (fin XVIIe , début XVIIIe siècle).
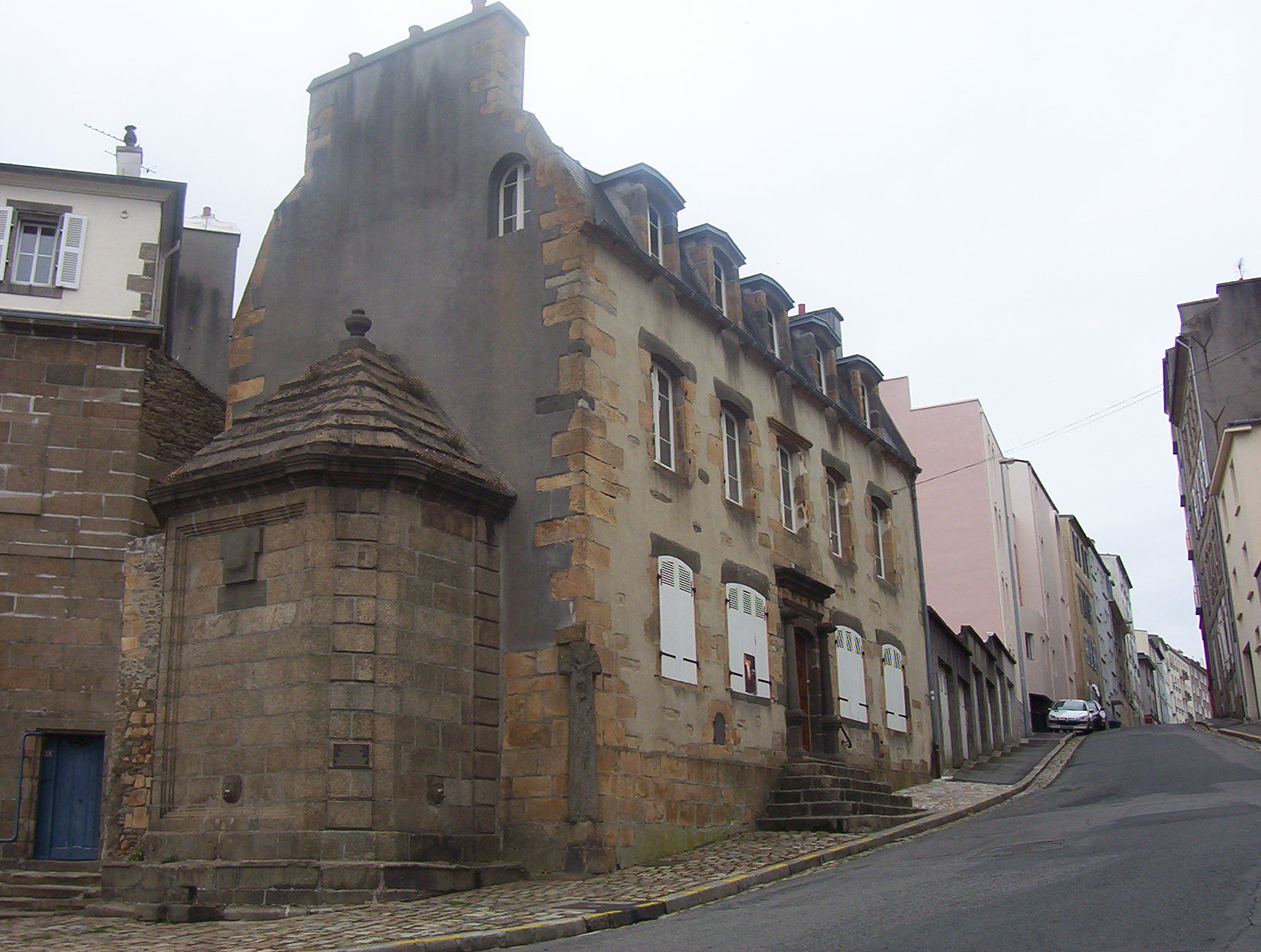
La Maison de la Fontaine, dans le quartier de Recouvrance, est l’une des maisons brestoises les plus anciennes (fin XVIIe , début XVIIIe siècle)
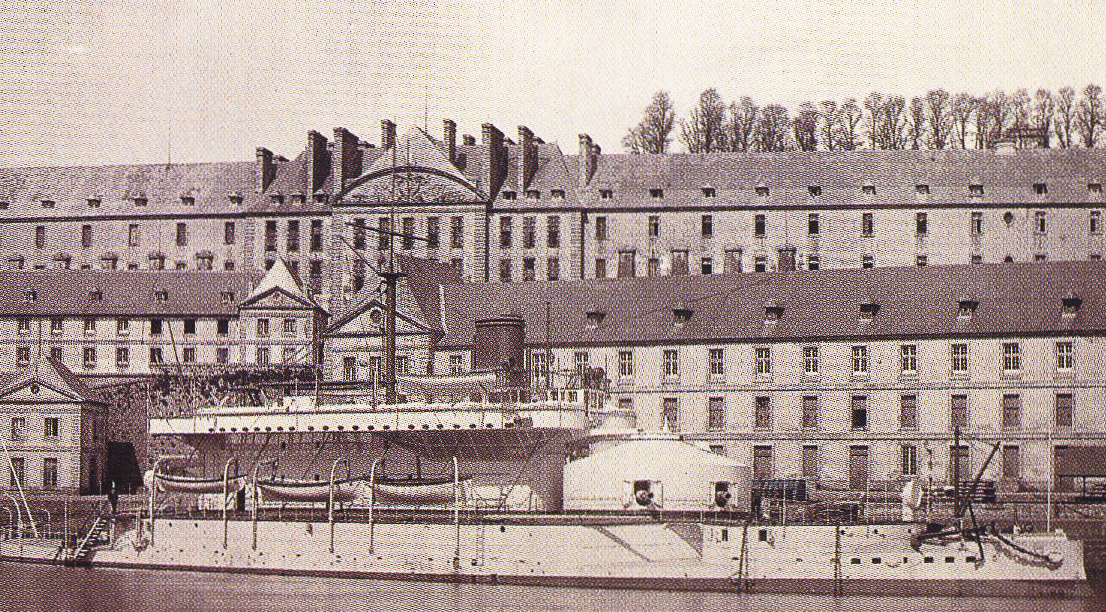
Le bagne de Brest construit en 1751.
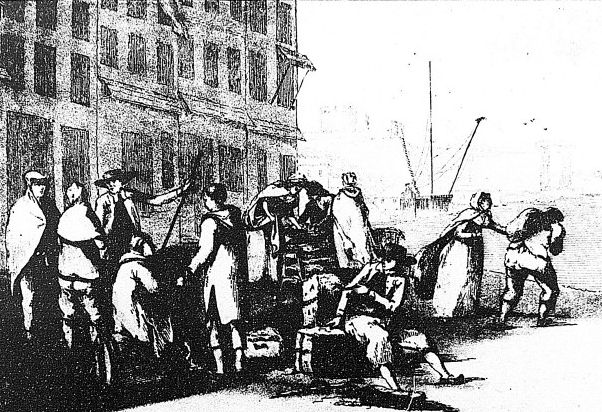
Débardeurs et leur Maître sur le port de Brest à la fin du XVIIIe siècle[17].
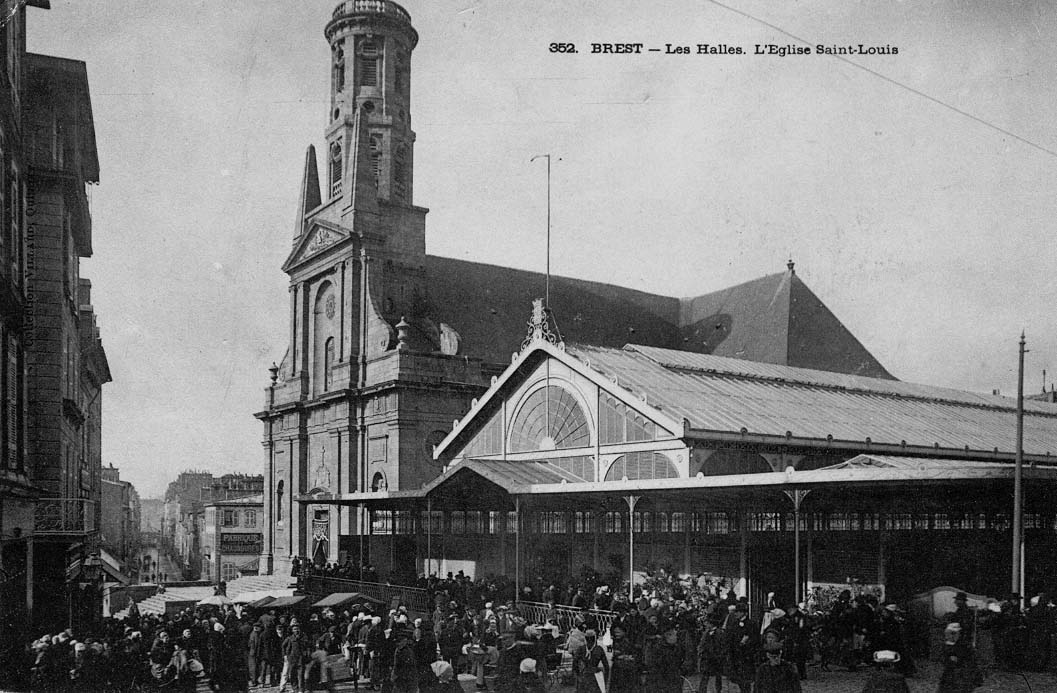
Vue de l'ancienne église Saint-Louis, des halles du même nom, de la place Étienne Dolet et la rue Keravel.
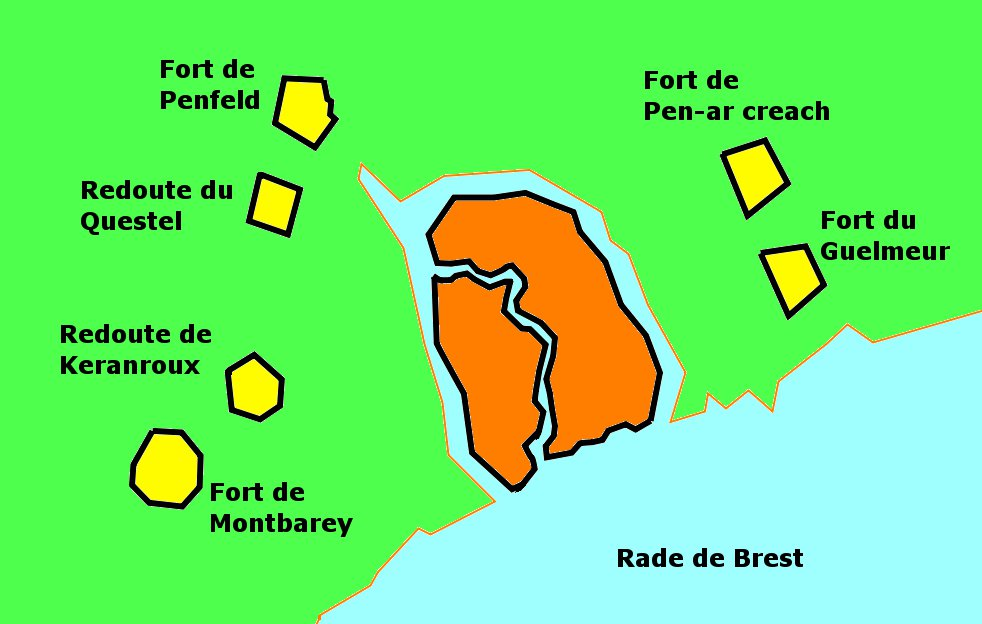
La ceinture de forts entourant Brest côté terre

### La Révolution française

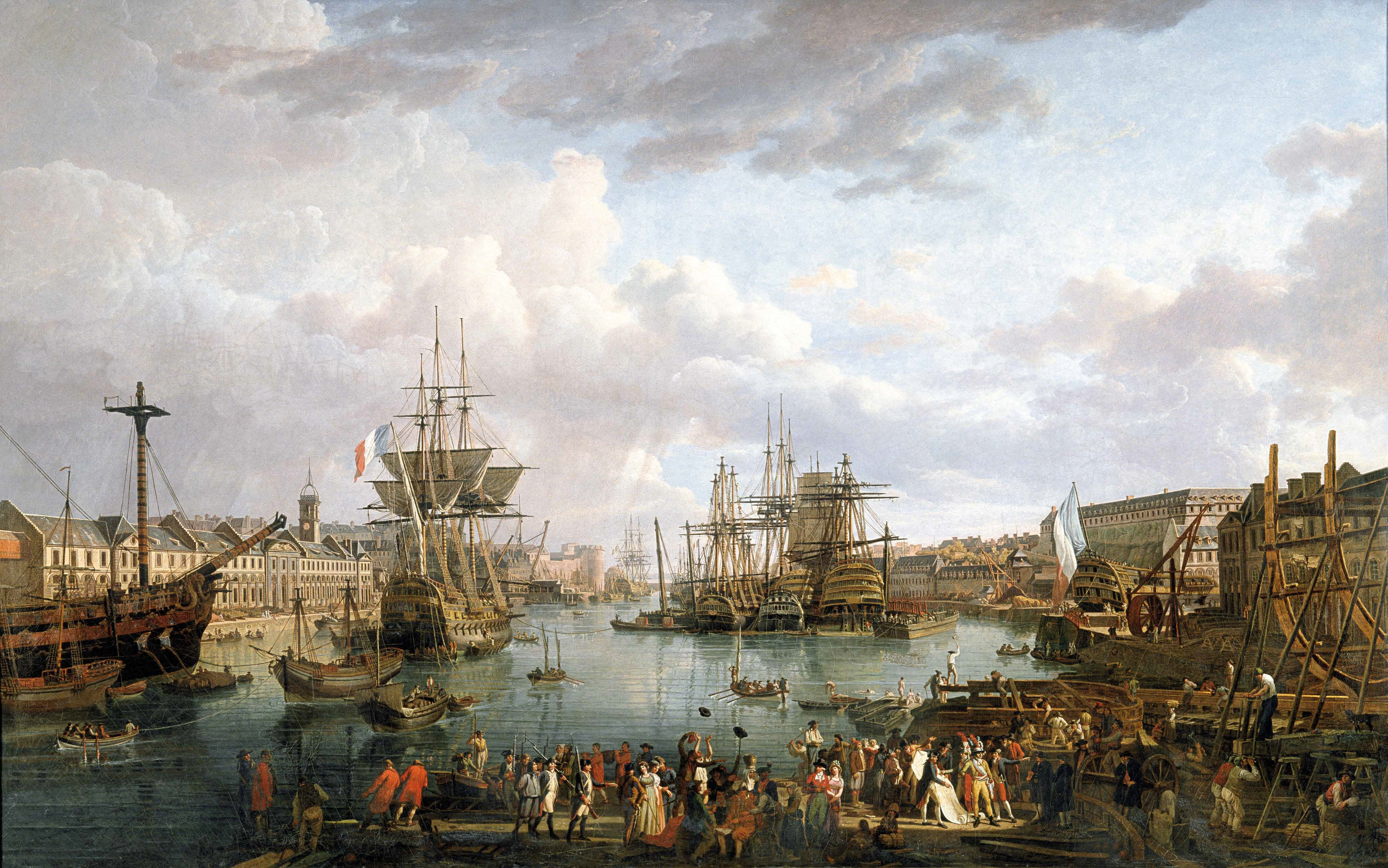
Vue de l'intérieur du port de Brest prise de l'ancienne cale de l'intendance, huile sur toile de Jean-François Hue, 1795 (musée national de la Marine, Paris)

Sous la Révolution, Brest prend une nouvelle importance. Ce grand port militaire doit à tout prix rester acquis à la France. En 1789, la ville s’engage majoritairement pour la Révolution. Plus grande ville de l’ouest de la Bretagne, on lui préféra pourtant Quimper comme chef-lieu de département du Finistère lors de sa création sous l’Assemblée constituante en 1791. En 1792, ce sont même les fédérés brestois qui, avec les fédérés marseillais, prennent les Tuileries, lors de la Journée du 10 août 1792, afin d’emprisonner le roi. Cependant, après la radicalisation révolutionnaire, notamment le coup d’État des Montagnards contre les Girondins en juin 1793, la commune de Brest, majoritairement girondine, se détache de la nouvelle orientation. Elle prend part à ce qu’on appelle alors le « fédéralisme ».
En représailles à la politique révolutionnaire, les Anglais imposent un blocus de la ville de 1793 à 1805.
Après l’échec de ce mouvement, la répression est activée : le 5 février 1794, les représentants du peuple en mission, Tréhouart et Laignelot installent le Tribunal révolutionnaire de Brest, qui juge cent soixante-quinze personnes et  condamne soixante-dix accusés à la guillotine. C'est également à ce moment-là que se déroule l'exécution de 26 administrateurs du département (équivalent des conseillers généraux d'aujourd'hui) au prix d'un procès mené à charge et sans réelle possibilité de défense de la part des accusés.
Parallèlement, la marine est redressée par André Jeanbon Saint André. Après la mort de Robespierre, la nouvelle arrive à Brest tardivement et n’engendre dans un premier temps aucun changement : la guillotine poursuit son travail. Toutefois, dès septembre, des prisonniers de la Terreur sont libérés : ceux-ci lancent un vaste mouvement d’opinion contre les Jacobins qu’ils appellent rapidement « terroristes ». Ils les accusent notamment d’avoir été sanguinaires et même d’avoir bu le sang des victimes (sans qu’il n’y ait aucune trace dans les sources). La surenchère amène finalement l’arrestation de la plupart de ceux qui ont été liés à la Terreur.
Les anciens notables de la ville, ceux qui avaient été au pouvoir lors des débuts de la Révolution, retrouvent leur influence et leur place au sein des organes de la ville. Ainsi, lors des élections de 1795 pour les nouvelles assemblées directoriales, trois Girondins sont élus. En 1800, Joseph Caffarelli est nommé préfet maritime.

### XIXesiècle

#### Le port de Brest auXIXesiècle
Vision de Chateaubriand

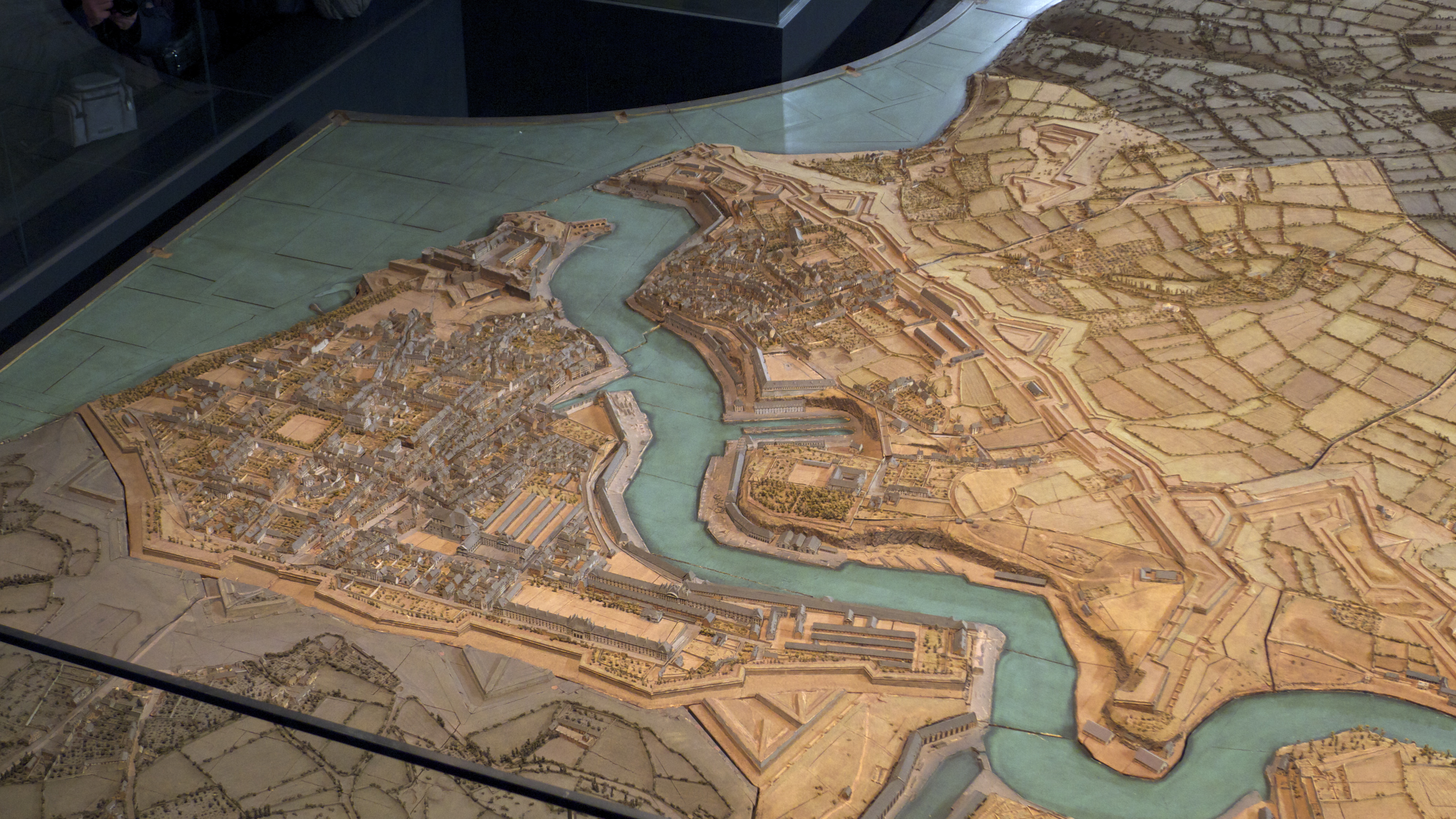
Brest en 1811.

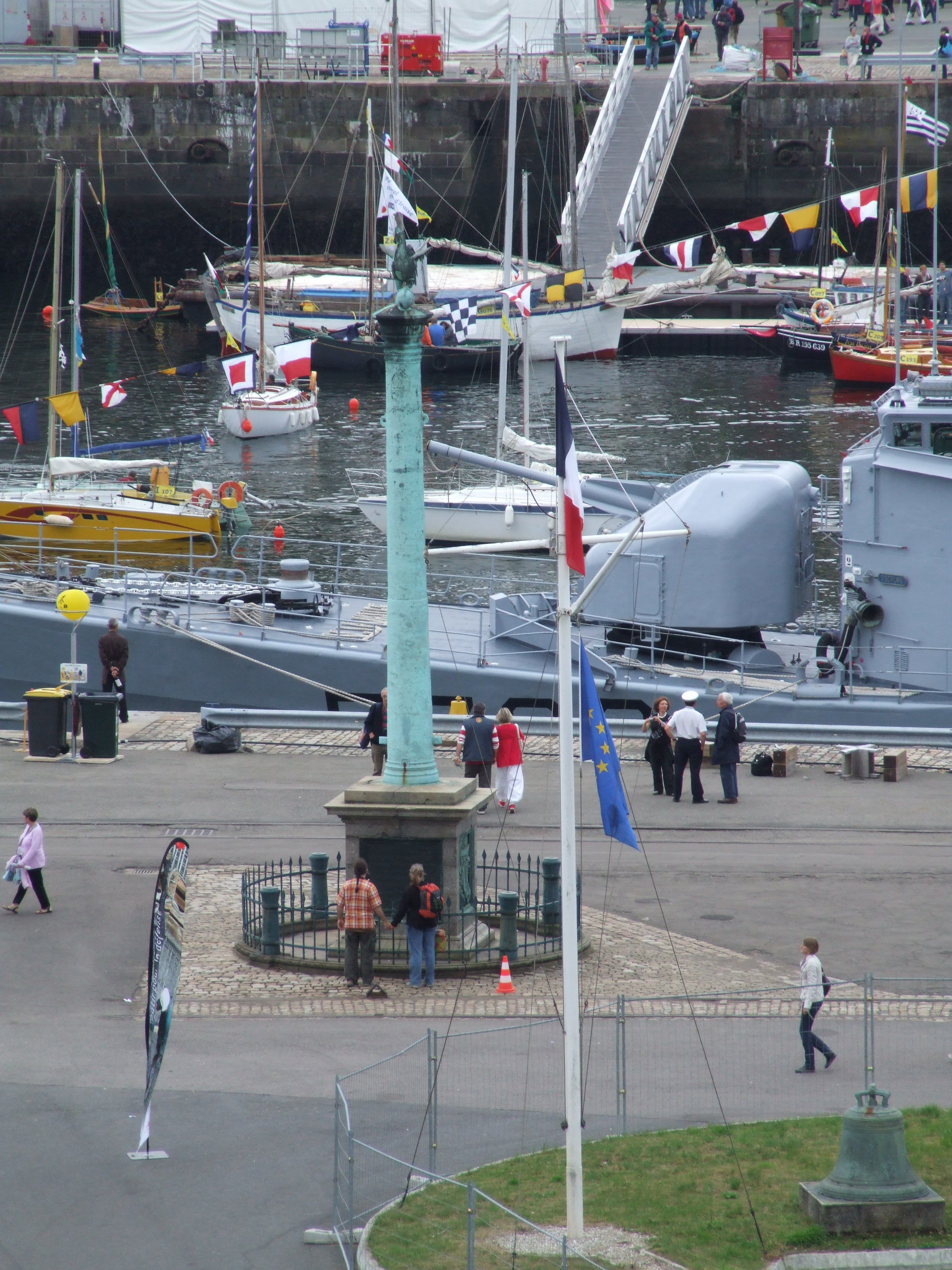
Le monument La Consulaire érigé sur les quais de la Penfeld en 1833 : prise de guerre de la conquête de l’Algérie.

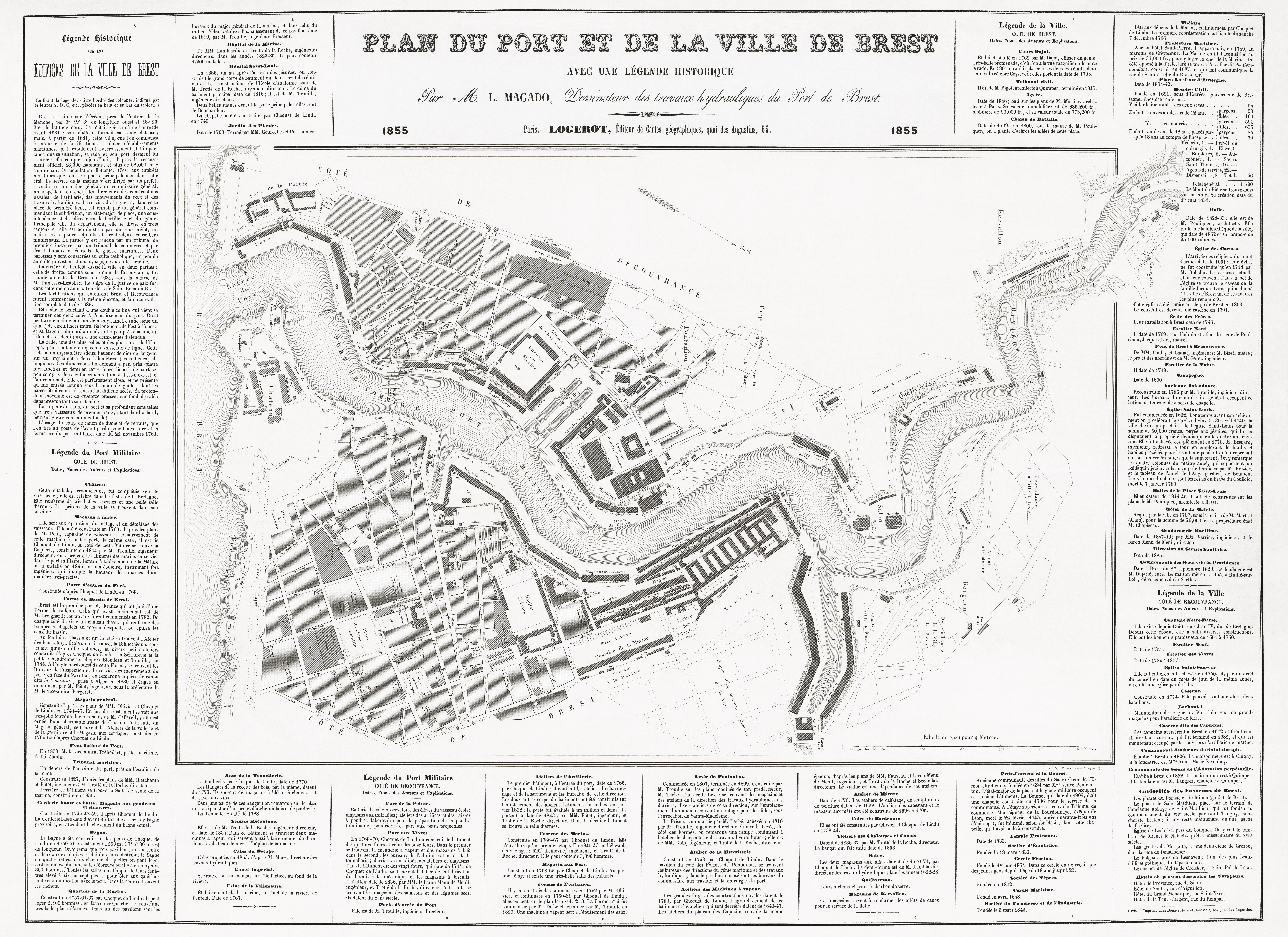
Plan du port de Brest réalisé 1855.

Chateaubriand décrit ainsi Brest dans Mémoires d'outre-tombe :

« Cette mer que je devais rencontrer sur tant de rivages baignait à Brest l'extrémité de la péninsule armoricaine : après ce cap avancé, il n'y avait plus rien qu'un océan sans bornes et des mondes inconnus ; mon imagination se jouait dans ces espaces. Souvent, assis sur quelque mât qui gisait le long du quai de Recouvrance, je regardais les mouvements de la foule : constructeurs, matelots, militaires, douaniers, forçats passaient et repassaient devant moi. Des voyageurs débarquaient et s'embarquaient, des pilotes commandaient la manœuvre, des charpentiers équarrissaient des pièces de bois, des cordiers filaient des câbles, des mousses allumaient des feux sous des chaudières d'où sortaient une épaisse fumée et la saine odeur du goudron. On portait, on reportait, on roulait de la marine aux magasins et des magasins à la marine des ballots de marchandises, des sacs de vivres, des trains d'artillerie. Ici des charrettes s'avançaient dans l'eau à reculons pour recevoir des chargements ; là, des palans enlevaient des fardeaux tandis que des grues descendaient des pierres et que des cure-môles creusaient des atterrissements. Des postes répétaient des signaux, des chaloupes allaient et venaient, des vaisseaux appareillaient ou rentraient dans les bassins. »

« Mon esprit se remplissait d'idées vagues sur la société, sur ses biens et ses maux. Je ne sais quelle tristesse me gagnait ; je quittais le mât sur lequel j'étais assis ; je remontais le Penfeld, qui se jette dans le port ; j'arrivais à un coude où ce port disparaissait. Là, ne voyant plus rien qu'une vallée tourbeuse, mais entendant encore le murmure confus de la mer et la voix des hommes, je me couchais au bord de la petite rivière. »

Vision de Turner

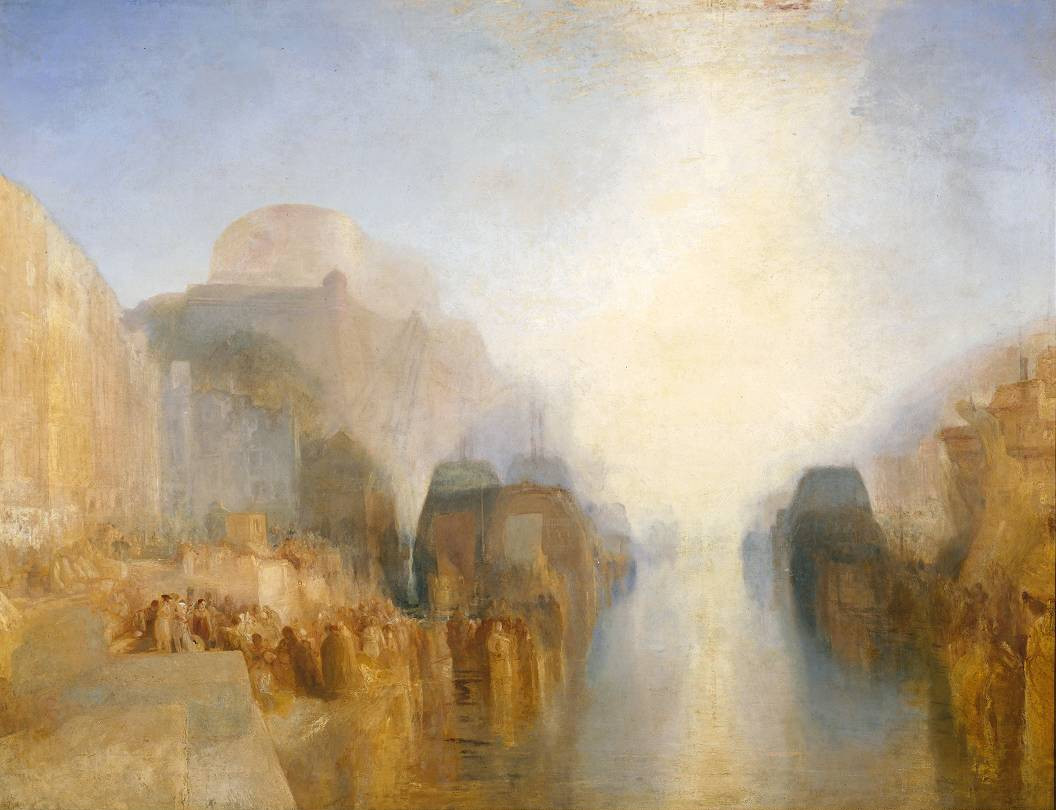
Le Port de Brest : les quais et le château
William Turner, 1826-1828
Tate Britain, Londres

Le peintre anglais William Turner représente le port dans une de ses aquarelles de France réalisées entre 1826 et 1828.
Le Blocus anglais
La ville perd cependant beaucoup d’influence : en raison du blocus anglais permanent, la Marine est quasi paralysée et ne peut plus jouer le rôle d’avant-poste de la République. Ainsi, la ville connaît une phase d’accalmie. Le témoignage de Jules Michelet décrit bien l'ambiance de ce port en 1833 lors de sa visite, mais aussi les difficultés qu'y rencontre la Marine :

« À l'autre bout, c'est Brest, le grand port militaire, la pensée de Richelieu, la main de Louis XIV ; fort, arsenal et bagne, canons et vaisseaux, armées et millions, la force de la France entassée au bout de la France : tout cela dans un port serré, où l'on étouffe entre deux montagnes chargées d'immenses constructions. Quand vous parcourez ce port, c'est comme si vous passiez dans une petite barque entre deux vaisseaux de haut bord ; il semble que ces lourdes masses vont venir à vous et que vous allez être pris entre elles. L'impression générale est grande, mais pénible. C'est un prodigieux tour de force, un défi porté à l'Angleterre et à la nature. J'y sens partout l'effort, et l'air du bagne et la chaîne du forçat. C'est justement à cette pointe où la mer, échappée du détroit de la Manche, vient briser avec tant de fureur que nous avons placé le grand dépôt de notre marine. Certes, il est bien gardé. J'y ai vu mille canons. L'on n'y entrera pas ; mais l'on n'en sort pas comme on veut. Plus d'un vaisseau a péri à la passe de Brest. Toute cette côte est un cimetière. Il s'y perd soixante embarcations chaque hiver. La mer est anglaise d'inclination ; elle n'aime pas la France ; elle brise nos vaisseaux ; elle ensable nos ports. »

— Jules Michelet, Histoire de France, 1861, Chamerot, Paris. (tome II, pages 9-10)

#### Le Second Empire

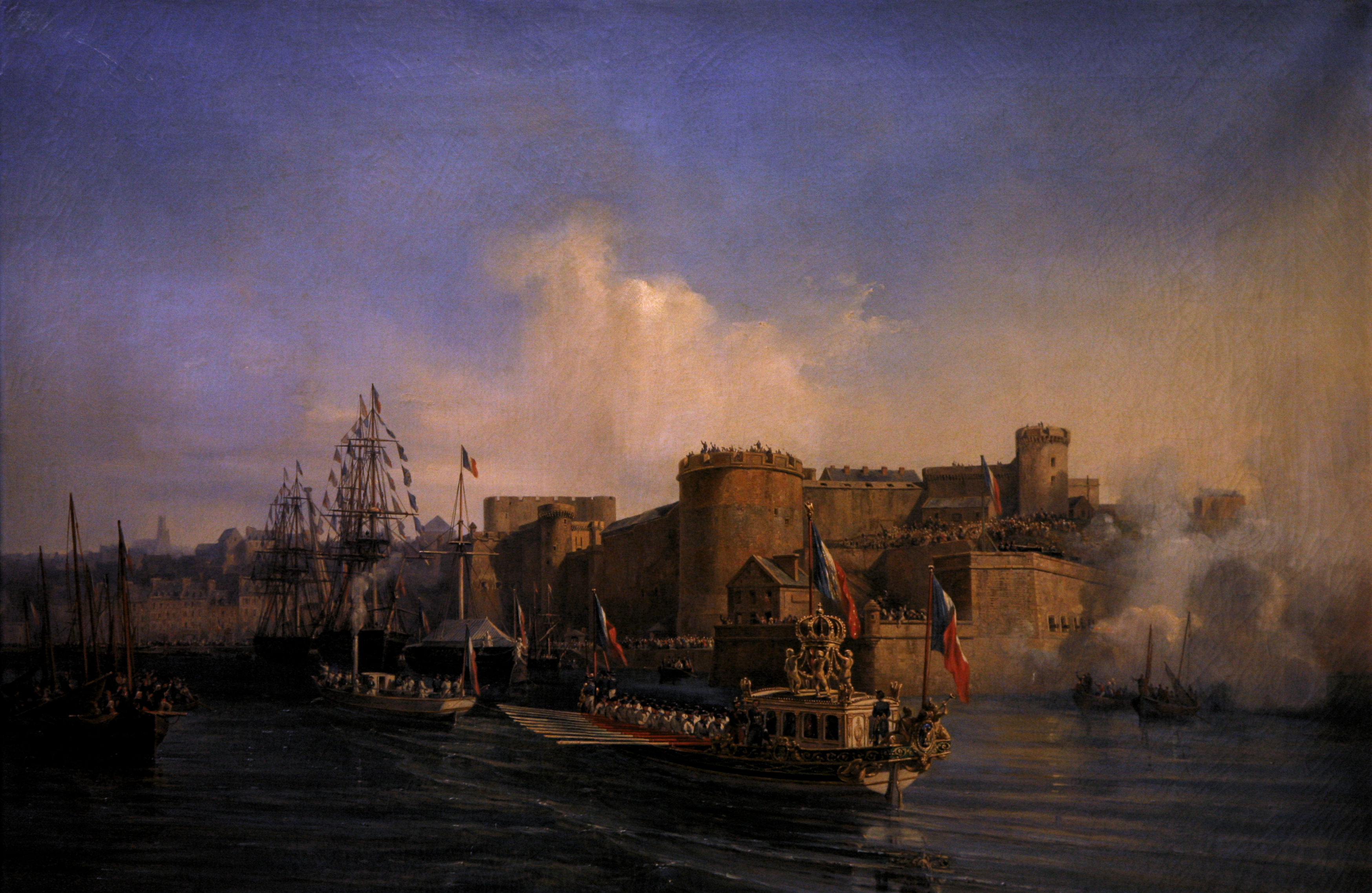
Visite de Napoléon III à Brest en 1858 par Auguste Mayer (1859)

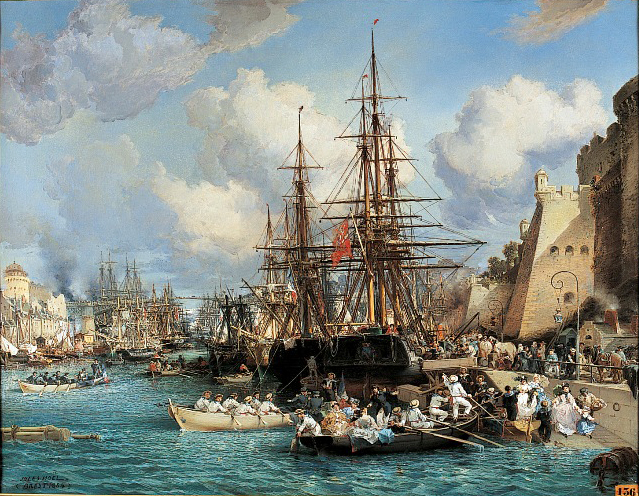
Le port de Brest en 1864, par Jules Noël (Brest, musée des Beaux-Arts)

Après un siècle de marasme, le développement de Brest reprit sous le Second Empire. En 1856, Napoléon III permit à la ville de jeter un pont sur la Penfeld, un pont tournant dénommé d'abord « pont Impérial », puis « pont National ». L’empereur et l’impératrice furent reçus magnifiquement quand ils séjournèrent à Brest du 9 août au 12 août 1858. En reconnaissance de cet accueil, Napoléon III fit agrandir l’arsenal et prolonger deux lignes de chemin de fer jusqu’à Brest et créa le port de commerce.
Le rail parvient jusqu'à Brest en 1865 avec l'ouverture de la ligne venant de Paris-Montparnasse jusqu'à Brest. Certains tronçons de cette ligne sont restés à une seule voie pendant plusieurs décennies : c'est encore le cas par exemple en 1892 pour les tronçons Rennes - Saint-Brieuc et Guingamp - Kerhuon, c'est-à-dire presque jusqu'à Brest.
Enserrée dans ses fortifications, la ville de Brest parvient à s'agrandir : par la loi du 25 avril 1847, Brest annexe le territoire du fort Penfeld ainsi que d'autres situés à l'est de la Penfeld comme les villages de l'Harteloire et de Lannoc-ar-Pape, la grève de Porstrein et le village du même nom.

##### Les agrandissements successifs du territoire communal au détriment de Lambézellec
Par la loi du 4 mai 1861, Brest annexe 172 hectares de la commune de Lambézellec (dénommés pendant un temps « l’extension » ou « l'annexion » : son axe principal était l'ancien « Grand Chemin » qui prit le nom de  « Rue de Paris », actuelle « Rue Jean-Jaurès » de Brest) et comprenant par exemple l'actuelle Place de la Liberté, l’Octroi, les cimetières Saint-Martin et de Kerfautras, l'église Saint-Martin, l'actuel port de commerce, le quartier de la gare, le ravin du Moulin à poudre, etc., pour s’étendre hors les murs et englober son nouveau port de commerce. En contrepartie, la commune de Brest doit participer au financement de la reconstruction de l'église de Lambézellec. Les habitants de Lambézellec, en perdant leur façade maritime, perdent aussi le droit de couper le goémon sur les grèves, droit réservé aux habitants des communes littorales.
Par le décret du 24 mai 1865 une partie du territoire de la commune de Lambézellec comprenant le Bot, le Douric et Pen-ar-Creach est transférée à la commune de Saint-Marc ; en 1864, le Conseil général du Finistère avait donné un avis favorable « attendu qu'à la partie du nouveau bourg (à 92 mètres), on arrive sur le territoire de Lambézellec ». Ce transfert concerne 26 hectares et 200 habitants, tous favorables à ladite annexion. La ville s'agrandit donc et se transforme également considérablement.

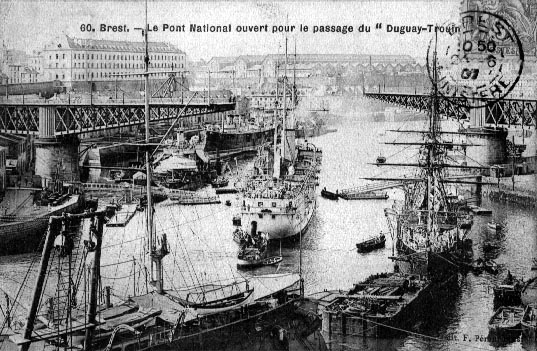
La Penfeld en 1901, avec le Pont National tournant et le croiseur Duguay-Trouin, surnommé Borda V

##### Les mutins duFœderis Arca
Le 11 octobre 1866 à Brest, plus de 20 000 personnes assistent sur la place Fautras à la quadruple exécution par guillotine de quatre marins (Pierre-Louis Oillic, Lénard, Thépaut et Carbucci) qui faisaient partie de l’équipage mutiné du Fœderis Arca , un trois-mâts barque parti de Sète à destination de Veracuz chargé de vin et d’alcool destiné aux officiers de l’expédition française au Mexique. Ils avaient été condamnés à mort par le tribunal maritime de Brest le 22 juin 1866 pour avoir assassiné le capitaine Richebourg, son second Théodore Aubert ainsi que le mousse âgé de 11 ans pendant leur mutinerie le 30 juin 1864 avant de couler leur navire dans l’océan Atlantique et de prendre place dans une chaloupe de sauvetage où ils avaient été recueillis en se disant victimes d’un naufrage. Quatre autres marins du même équipage mutiné furent acquittés pour deux d’entre eux ou condamnés à des peines plus légères pour les deux autres.

### LeXXesiècle

#### La Belle Époque (1890-1914)
À la charnière des XIXe et XXe siècles, Brest connaît une poussée démographique : la population communale passe d’environ 103 000 habitants en 1891 à plus de 125 000 en 1911, consolidant son rang parmi les principaux ports français.
L’expansion urbaine entraîne l’ouverture de nouveaux axes au‑delà des anciens remparts, notamment la future rue Jean‑Jaurès (alors « rue de Paris »), et l’urbanisation rapide des faubourgs de Lambézellec et Saint-Pierre-Quilbignon.
Le développement des transports accompagne cette croissance. Le 9 septembre 1898, la Compagnie des tramways électriques de Brest met en service le premier tramway électrique, qui relie Recouvrance, le port de commerce et les quartiers ouvriers sur près de 14 km avant 1914. Deux jours plus tôt, le 7 septembre 1898, la Compagnie française des câbles télégraphiques inaugure « Le Direct », un câble sous‑marin de 6 000 km reliant Déolen (Plouzané) à Cape Cod, faisant de Brest un pivot des communications transatlantiques.
Dans l’Arsenal de Brest, la seconde révolution industrielle se traduit par de vastes chantiers : de 1899 à 1902, les quatre anciennes formes de radoub de Pontaniou sont regroupées en deux bassins pouvant accueillir les cuirassés de la Marine nationale, tandis qu’une grue de 150 tonnes est installée en 1910. Brest devient ainsi l’un des premiers chantiers navals militaires du pays, lançant notamment les cuirassés des classes *République* et *Liberté*.
Le paysage urbain se transforme également. Bourgeois et négociants édifient des immeubles d’Art nouveau le long du boulevard Gambetta et de la rue Jean‑Jaurès ; la plus emblématique demeure la Maison Crosnier (1900), œuvre de l’architecte Sylvain Crosnier, reconnaissable à ses bow‑windows et décors floraux en brique. Parallèlement, le Musée des Beaux-Arts de Brest (fondé en 1877) renforce l’attractivité culturelle de la cité par ses expositions et acquisitions.
Cette prospérité n’exclut pas les tensions sociales. En juillet 1904, une grève massive des dockers et ouvriers du bâtiment paralyse le port ; l’État dépêche quelque 1 200 cavaliers pour maintenir l’ordre, révélant la vigueur du mouvement ouvrier local autour de figures telles que Jules Le Gall.
À la veille de 1914, Brest apparaît donc comme une « ville‑arsenal » en pleine mutation : pôle naval stratégique, nœud de communications transatlantiques, laboratoire d’innovations architecturales, mais aussi théâtre de revendications ouvrières annonciatrices des fractures du siècle à venir.

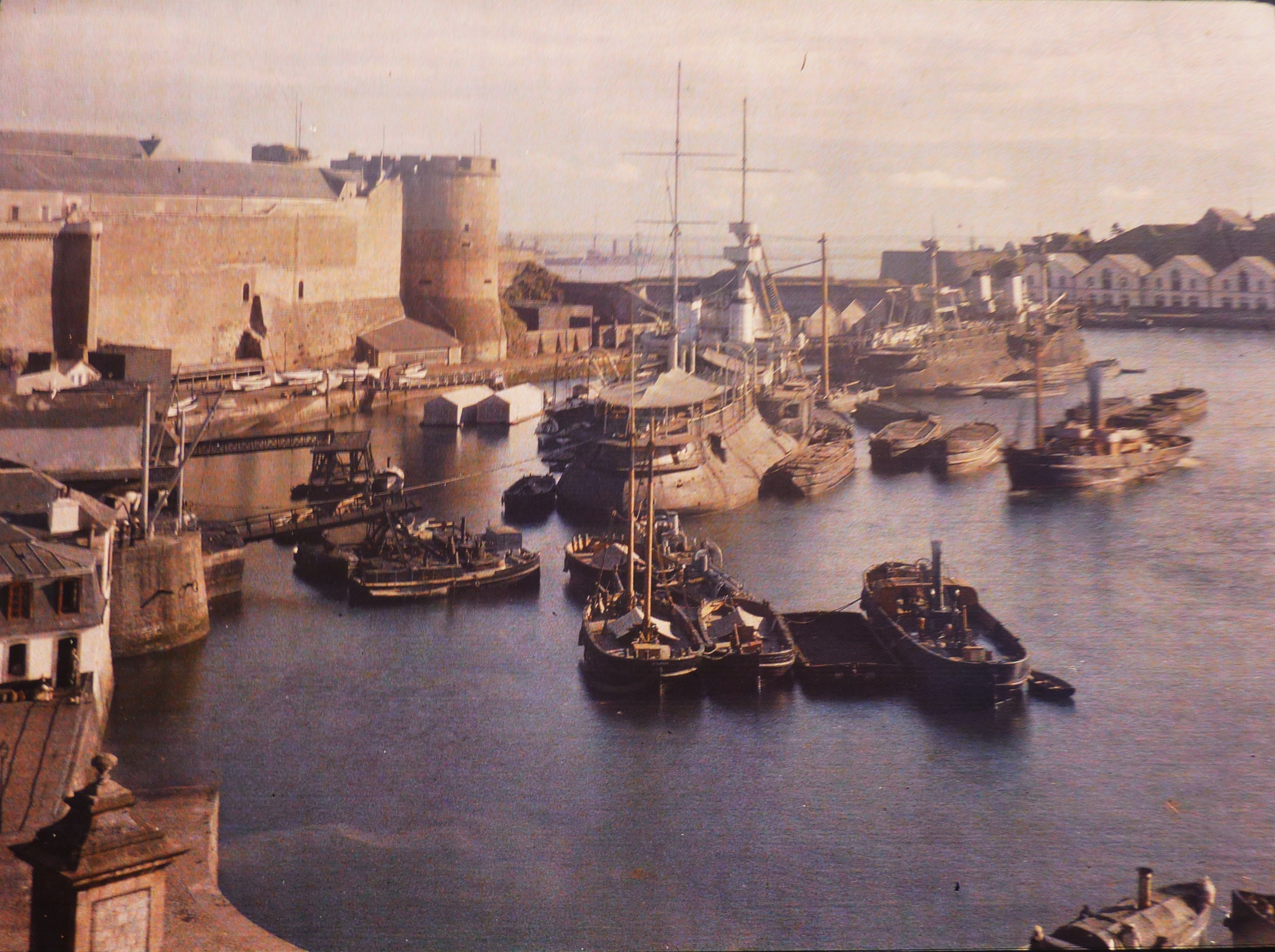
Le port de guerre vers 1912 (photographie autochrome de Jules Gervais-Courtellemont)

#### Un foyer de francophonie
La présence de la Royale explique que très tôt, Brest a été un îlot de francophonie dans un monde bretonnant, comme en témoigne par exemple une enquête de 1902 : Brest est alors l'une des trois seules communes du Finistère, avec ses voisines Saint-Pierre-Quilbignon et Le Relecq-Kerhuon où l'enseignement du catéchisme est donné exclusivement en français, alors que dans 169 communes du département il est donné en breton et en français, que dans 123 autres communes le catéchisme est donné en breton alors que les élèves savent le français et que dans une seule commune (Guengat) les instituteurs déclarent que les élèves sont incapables de comprendre le français.

#### La Première Guerre mondiale
Le 19e régiment d'infanterie, formé à Brest, participa entre autres en août 1914 aux combats de Maissin, en 1915 à la Bataille de Champagne, en 1916 à la bataille de Verdun, en avril-mai 1917 à l'offensive de l'Aisne dans le secteur d'Hurtebise, parvenant à repousser l'ennemi dans ses tranchées de départ. Le 16 juin 1917 ce régiment connaît  « de graves actes collectifs d'indiscipline », en fait de mutinerie. Au printemps 1918, il participa à la bataille de la Somme , puis à la 3e bataille de l'Aisne (27 mai- 3 juin 1918) ; lors de l'armistice, le 19e se trouvait près de Nouvion-sur-Meuse.

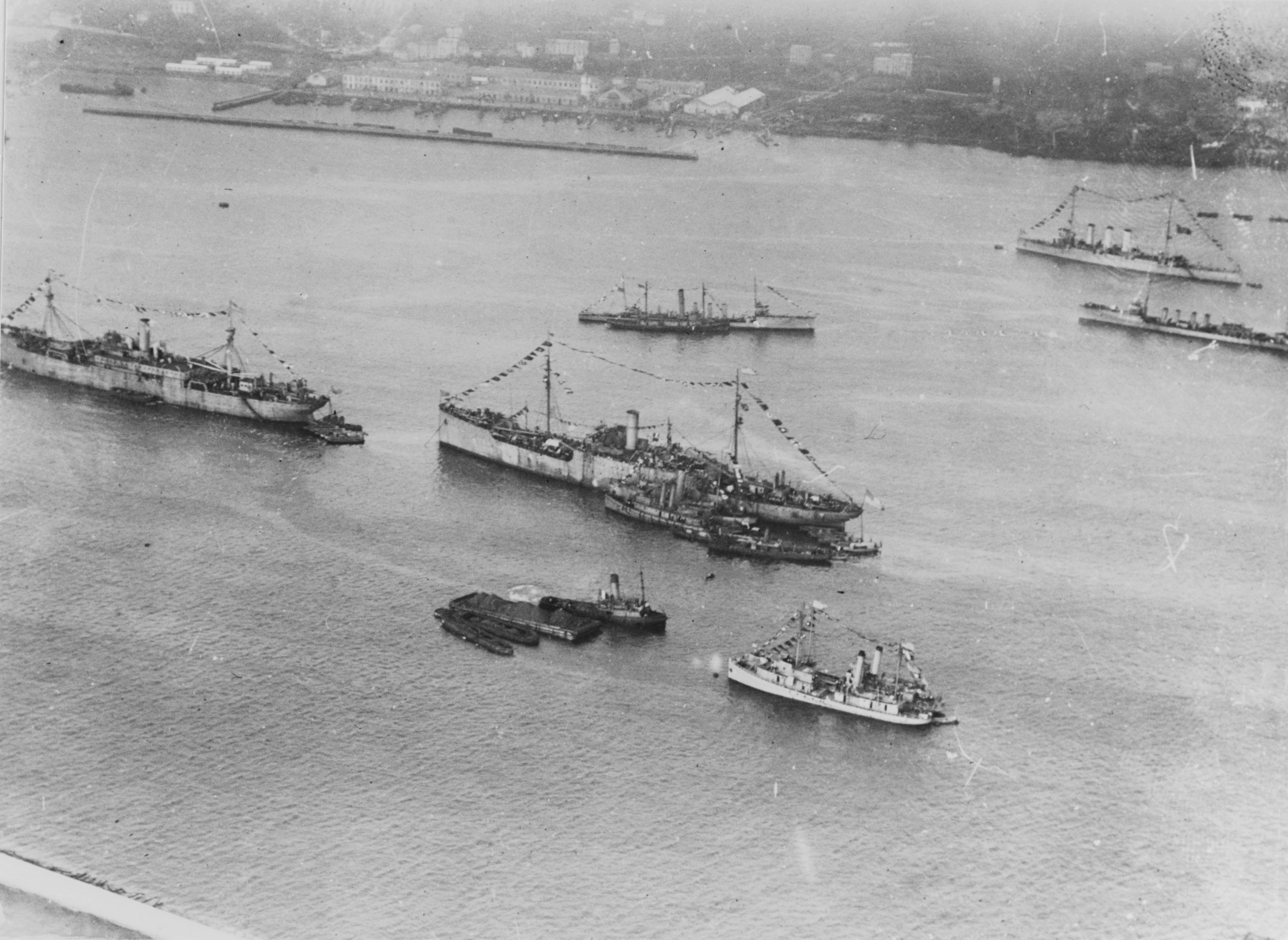
Navires américains à Brest lors de l'arrivée à Brest du président Wilson en 1919

En 1917, Brest devient un des deux ports de débarquement, avec Saint-Nazaire, de l'American Expeditionary  Force, le corps expéditionnaire américain, venu soutenir les Alliés de la Première Guerre mondiale. Un vaste camp militaire fut installé à Pontanézen.

« Brest vit débarquer sur ses quais tour à tour les troupes russes, portugaises, américaines. De mai à octobre 1918, des centaines de milliers de soldats américains débarquèrent à Brest. Le plus grand steamer du monde, le  SS Léviathan, desservait uniquement Brest, et il amenait à chaque voyage 10 000 hommes. Des camps étaient établis un peu partout autour de Brest pour loger tous ces soldats en attendant leur transfert vers le front. Le camp de Pontanézen contenait à lui seul 110 000 hommes : c'était une véritable ville à côté de la ville. (…). Depuis l'entrée en guerre des États-Unis jusqu'à l'armistice, la rade de Brest reçut 105 transports de troupes et 784 110 hommes. (…) Le nombre des ouvriers de l'arsenal restait toujours voisin de 6 000. »

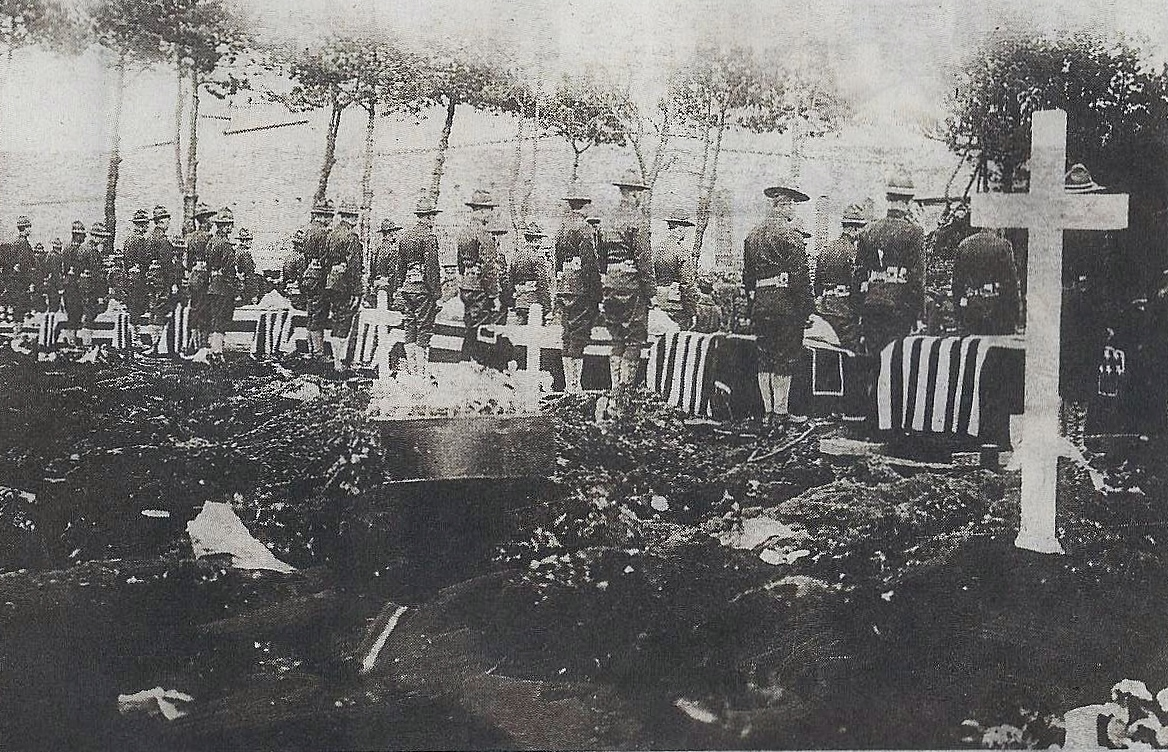
Cérémonie d'enterrement de membres de l'armée américaine victimes de la grippe espagnole au cimetière de Kerfautras à Brest.

Pierre Keraudren, né à Brest en 1896, soldat au 76e régiment d'infanterie, fut fusillé pour l'exemple le 4 janvier 1918 à Craonne (Aisne), « tué au cours d'une mutinerie ».

#### L'entre-deux-guerres
L'activité du port fut grande aussi en 1919-1920 au moment du réembarquement des troupes américaines. La vente des stocks américains fin 1919 et courant 1920 attira à Brest une foule de spéculateurs guettant l'aubaine d'achats à bas prix.
Brest devient à cette époque une forteresse ouvrière et syndicale : les manifestations et grèves y sont nombreuses et de véritables émeutes éclatent, comme celle du 7 août 1935, qui provoque le décès d'un ouvrier de l'arsenal et une vingtaine de blessés.

#### La Seconde Guerre mondiale
Le 9 novembre 1939 le caboteur anglais Pacific Coast, transportant des bidons d'essence destinés à la Force expéditionnaire britannique, est victime dans le port de commerce de Brest d'une explosion due probablement à une combustion spontanée qui provoqua la mort de 36 personnes (9 membres d'équipage, 23 dockers et 4 soldats britanniques). Le bateau en feu est remorqué hors du port pour l'amener au banc de Saint-Marc par l'Abeille 22 en dépit des risques et des explosions ; il coule le 12 novembre 1939.
En juin 1940, avant l'arrivée des Allemands dans la ville, Brest fut le lieu de départ de l'or de la Banque de France.
Les troupes allemandes entrent à Brest le 19 juin 1940. Elles vont y construire alors une base sous-marine. Les premiers bombardements des Alliés sur la ville commencent cette même année, ainsi  le 25 septembre 1940, des avions de la R.A.F. bombardent à trois reprises la commune voisine de Saint-Marc ainsi que le centre-ville de Brest, une bombe atteignant en particulier la clinique d'accouchement du docteur Delalande. « L'émotion et l'indignation des Brestois sont extrêmes » commente le journal L'Ouest-Éclair, alors contrôlé par les autorités allemandes.
Les bombardements dureront jusqu’à la libération de la ville le 18 septembre 1944 par les troupes américaines après un siège de quarante-trois jours, ce qui sera appelé la bataille de Brest. Les dégâts sont immenses et la ville en très grande partie détruite.
Entre 1940 et 1944, Brest est la cible de 165 bombardements (pour 480 alertes), qui firent 965 morts et 740 blessés graves.

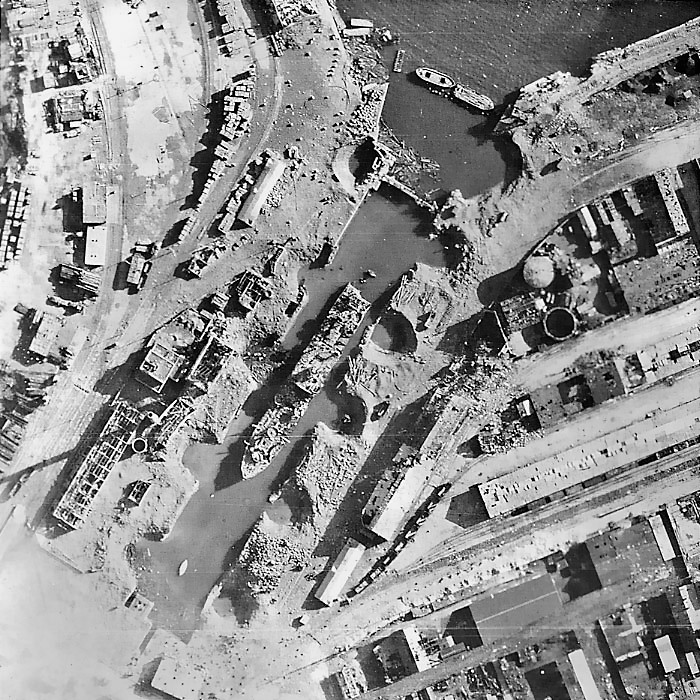
Port de Brest, août 1944

Après la percée d'Avranches en Normandie, le 30 juillet 1944, les troupes américaines progressent rapidement en Bretagne. Les Alliés souhaitent alors se rendre maitres de ports importants, nécessaires pour l'approvisionnement des troupes, le port de Cherbourg ayant été en grande partie détruit.
Dès le 7 août, Brest est assiégée par les 2e, 8e et 29e division d’infanterie américaines, membres du 8e corps d'armée, commandé par le général Troy Middleton, de la IIIe armée américaine.
Comme à Saint-Malo, les Allemands, sur ordre du général Fahrmbacher qui commande les troupes allemandes en Bretagne, font preuve d'une grande détermination à défendre la ville et le port. La ville n'est libérée que le 18 septembre 1944 après 45 jours de combats.
L'abri Sadi-Carnot, creusé en plein centre-ville de Brest en 1941-1942 servait de refuge aux 2 000 Brestois restés dans la cité, ainsi qu'aux troupes allemandes d'occupation. L'explosion accidentelle survenue dans la nuit du 8 au 9 septembre 1944 provoqua la mort de 371 français (dont celle de Victor Eusen, président de la délégation spéciale chargé d'administrer Brest entre 1942 et 1944) et de 500 à 600 soldats allemands.
Pendant le siège, la ville reçut 30 000 bombes et 100 000 obus ; environ 10 000 militaires alliés ou allemands y laissèrent leur vie. Sur les 16 500 immeubles existant avant guerre, seuls 200 étaient encore debout, dont quatre seulement dans le centre-ville.
L'hebdomadaire Courrier du Finistère a publié des témoignages de Brestois ayant subi ces bombardements.
La vie quotidienne dans le quartier de Saint-Martin à Brest pendant la guerre a été racontée par une de ses habitantes.
Une soixantaine de Brestois furent fusillés par les Allemands et 146 furent déportés.
Barbara, un poème de Jacques Prévert, rappelle la dramatique destruction de Brest dans ces quelques vers :

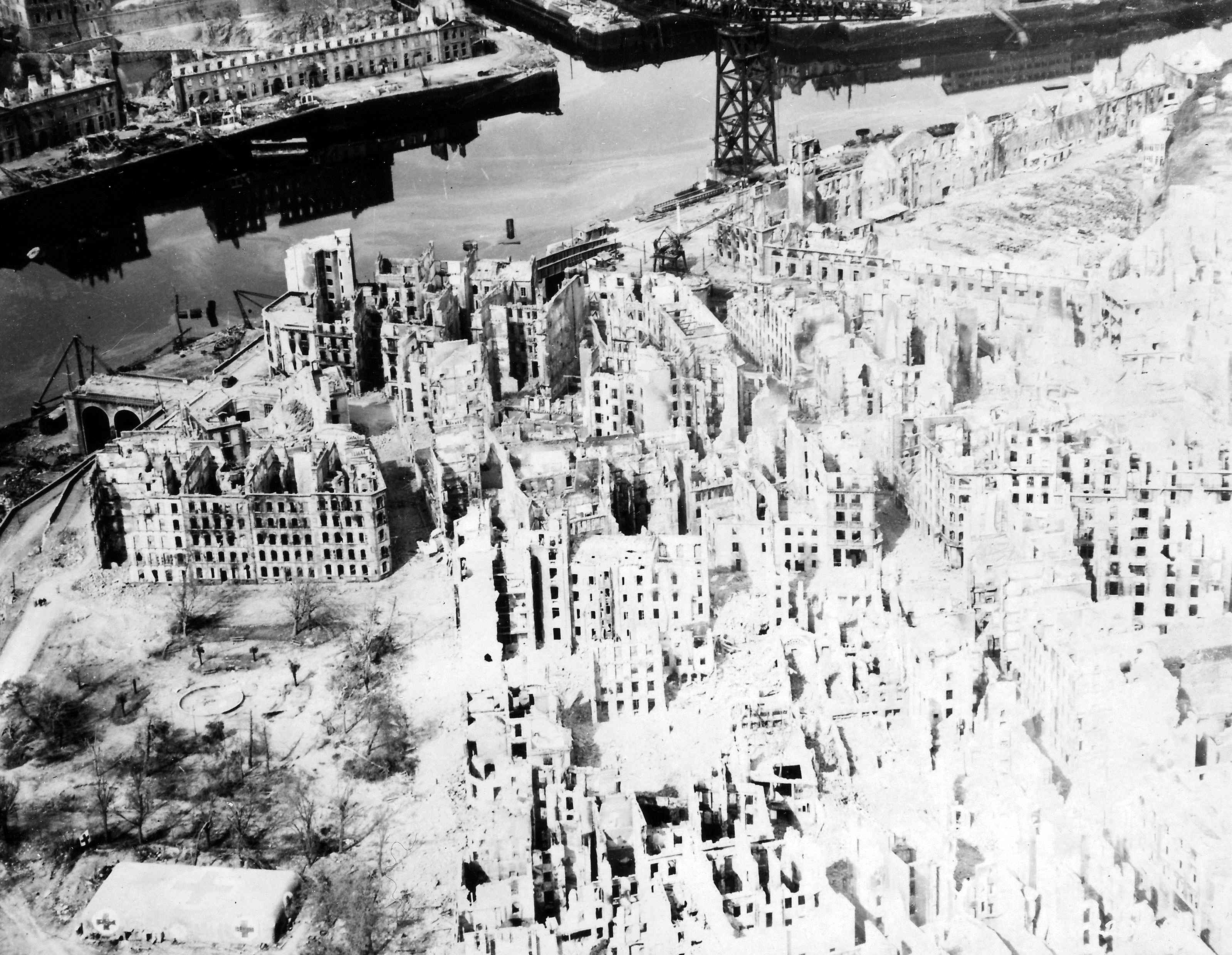
Destruction de la ville de Brest

| Oh Barbara Il pleut sans cesse sur Brest Comme il pleuvait avant Mais ce n’est plus pareil et tout est abîmé C'est une pluie de deuil terrible et désolée Ce n’est même plus l’orage De fer d’acier de sang Tout simplement des nuages Qui crèvent comme des chiens Des chiens qui disparaissent Au fil de l’eau sur Brest Et vont pourrir au loin Au loin très loin de Brest Dont il ne reste rien. |

#### La formation du Grand Brest et la Reconstruction

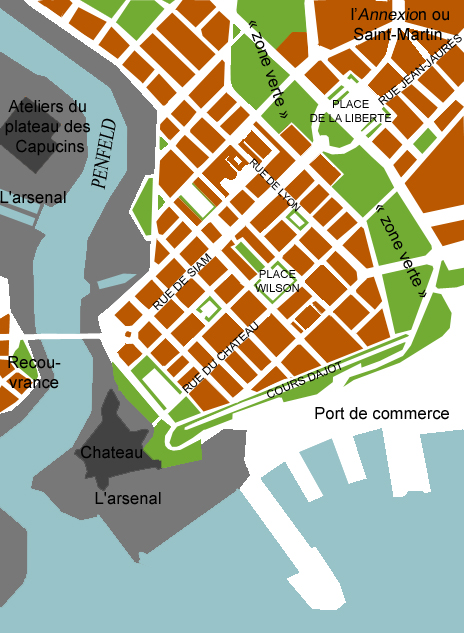
Le plan Mathon tel qu’il fut adopté en 1948.

Brest s'était agrandie une première fois en 1681 (annexion de Recouvrance au détriment de la paroisse de Saint-Pierre-Quilbignon) et à nouveau en 1861 au détriment de la commune de Lambézellec (annexion du quartier dénommé ensuite l'Annexion allant de l'actuelle place de la Liberté à l'Octroi, incluant entre autres le quartier de Saint-Martin).
Mais c'est en 1944 (arrêté du 3 octobre 1944 pris par Victor Le Gorgeu, alors commissaire régional de la République), que la commune de Brest s'agrandit de façon importante, quand commença sa reconstruction, en absorbant trois communes voisines : Lambézellec, Saint-Marc et Saint-Pierre-Quilbignon. Les habitants, réfugiés pour beaucoup dans d’autres régions (la Sarthe notamment), rentrent alors reconstruire, sur les décombres du vieux Brest, une ville nouvelle (1946-1961) selon les plans de Jean-Baptiste Mathon. Brest est alors devenu une ville de conception urbaine moderne, s'opposant au Brest d'avant-guerre, où des quartiers insalubres existaient. Alors que la vieille ville était très vallonnée, la ville nouvelle, débarrassée de ses remparts, est aplanie et ouverte. Le centre-ville du nouveau Brest se présente donc sur un plateau, qui par endroits est à plusieurs dizaines de mètres au-dessus du sol originel. À l'inverse de villes reconstruites dans l'esprit d'avant-guerre comme Saint-Malo, Brest n'a pas visé la conservation de l’esthétique et du patrimoine historique de la ville d'avant-guerre. Le plan Mathon, bien vite adopté, est fondamentalement conservateur, d'un point de vue urbanistique, et n'eut pas la complexité de celui d'Auguste Perret au Havre. Du vieux Brest, seuls le château, la tour Tanguy, des parties de Recouvrance, ainsi que les faubourgs, ont résisté aux bombes américaines et à la Reconstruction.
Le 28 juillet 1947, l'explosion de l'Ocean Liberty, un Liberty ship chargé de 3 000 tonnes d'ammonitrates (un engrais très explosif), échoué sur le banc de Saint-Marc, provoque 26 morts, une centaine de blessés graves et des dégâts considérables dans toute la ville, l'effet de souffle ayant été très important. « La baraque-hôtel située en bordure de l'avenue Amiral Réveillère a été entièrement brûlée […] L'hôpital Ponchelet a été entièrement dévasté […]. Le plafond du cinéma Eden s'est effondré. […] Les rues sont jonchées de débris de verre » écrit le journal Ouest-France.
Pendant cette période de Reconstruction, on construisit également des baraques en bois pour les sans-abri. Le Grossherzogin Elisabeth, un trois-mâts école allemand rebaptisé Duchesse Anne, sert de logement militaire à partir de 1949.

#### La seconde moitié duXXesiècle

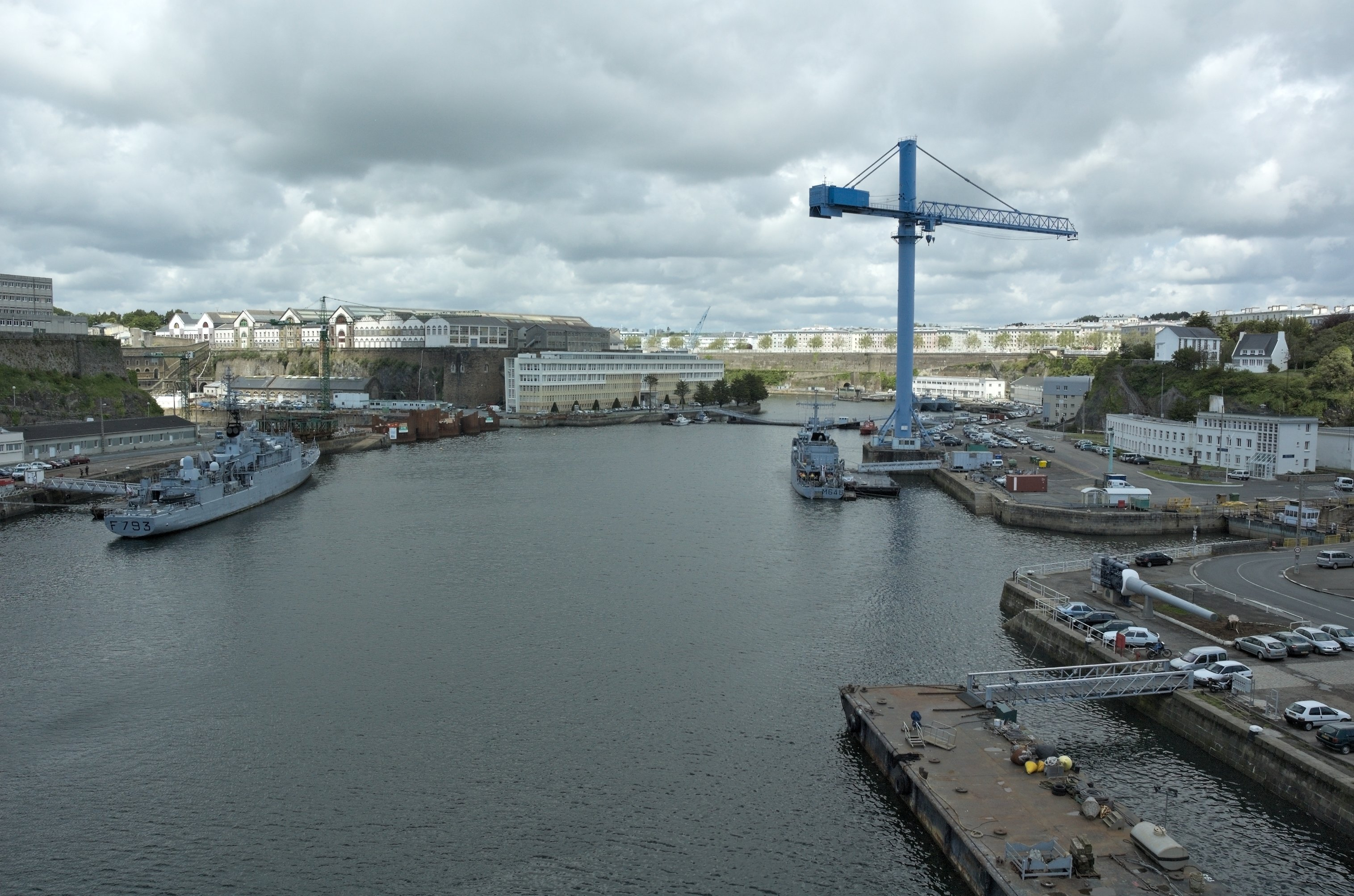
Vue des quais militaires d'après-guerre de la Penfeld en 2006, depuis le pont de Recouvrance, avant la déconstruction de la grande grue en 2010

En mars 1950, débutent les grèves ouvrières des dockers et des ouvriers de la Reconstruction, pour une augmentation de salaire. À la suite d'une manifestation agitée le 16 avril 1950, réunissant 1 000 à 2 000 ouvriers, des responsables du parti communiste et de la CGT sont arrêtés. Le lendemain, 2 500 grévistes dénoncent ces arrestations et affrontent violemment les forces de l’ordre. La répression fait quarante-neuf blessés et un mort, Édouard Mazé, ouvrier de vingt-six ans tué par les CRS d’une balle dans la tête. Les syndicats lancent alors une grève générale en signe de deuil. Son enterrement réunit près de 20 000 personnes, tandis que l’Assemblée nationale décide de ne blâmer officiellement que la violence des grévistes.

### LeXXIesiècle

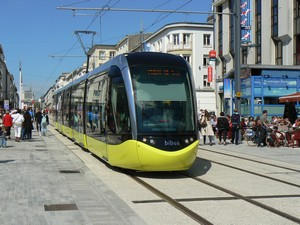
Le nouveau tramway de Brest, mis en service durant l'été 2012 (rue de Siam)

Orientée de longue date vers l’industrie d’armement, Brest y puise sa prospérité d’après-guerre. Mais le déclin de cette industrie impose, à la fin du XXe siècle, la reconversion des activités économiques vers les services, la recherche et les nouvelles technologies.

## Histoire thématique

### Héraldique et vexillologie
| Blason | Blasonnement : Parti d’azur à trois fleurs de lis d’or et d’hermine plain ou Parti de France et de Bretagne Commentaires : Ceci signifie que l’écu est divisé en deux dans le sens de la hauteur, et que figurent sur la moitié gauche les armes de France (trois fleurs de lis dorées sur fond bleu) et sur la moitié droite les armes de Bretagne (hermine plain : un semis de mouchetures noires sur fond blanc). C’est dans un registre de délibérations du conseil municipal que figure, à la date du 15 juillet 1683, la première mention de ces armoiries brestoises. Elles sont identiques à celles de la ville de Bourg-la-Reine. |

Premier port du duché, la ville de Brest a arboré, durant les temps qu'elle n'était plus anglaise, plusieurs brisures de l'enseigne navale de celui-ci, la Kroaz Du, avant d'adopter, dans les suites de l'Union de la Bretagne et de la France, l'actuel drapeau:

Drapeau de Brest au XVe siècle
Drapeau de Brest au XVIe siècle
Drapeau de Brest au XVIIIe siècle
Le drapeau héraldique de Brest : drapeau brestois le plus utilisé actuellement

### Personnalités liées à Brest
Note : Certains personnages correspondent à plusieurs catégories. Ils sont listés uniquement sous la première catégorie leur correspondant.

#### Artistes et écrivains
- Amable-Emmanuel Troude, colonel, folkloriste et lexicographe du breton
- Édouard Corbière, marin, écrivain, journaliste et armateur
- Berthe Sylva, chanteuse à succès de l'entre-deux-guerres
- Henri Queffélec, écrivain
- Hervé Bellec, écrivain et historien
- Charles Octave Blanchard, peintre né à Brest (1814-1842) ; second premier Grand prix de Rome en 1836
- Marie Souvestre, (1835-1905), pédagogue, féministe et écrivaine française, née à Brest.
- Louis Bréhier, historien
- Patrick Camus, peintre
- Yves Collet, sculpteur
- Paul Bloas, peintre
- Louis Hémon, écrivain
- Roparz Hemon (Brest 1900 - Dublin 1978), militant et écrivain de langue bretonne
- Victor Segalen, médecin de marine, écrivain, poète
- Alain Robbe-Grillet, écrivain, cinéaste
- Yves Bodénez, jeune ouvrier trotskiste de l'Arsenal, mort en déportation
- Pierre-Yves Moign, compositeur
- Jean-François Josselin, écrivain et journaliste
- Béatrice Dalle, actrice
- Pierre Brice, acteur
- Claude Le Prat, poète en langue bretonne (1875-1926)
- Yvan Le Bolloc'h, animateur TV, comédien, chanteur
- Jean Oberlé, dessinateur et peintre (1900-1961)
- Pierre Péron, peintre et illustrateur
- Yann Tiersen, auteur compositeur interprète
- Les Goristes, groupe de chanteurs
- Tristan Nihouarn (Stan), Cédric Floc'h (Sammy), Éric Digaire (Éric) et Jean-François Paillard (Fañch), membres fondateurs du groupe Matmatah
- Christophe Miossec, auteur compositeur interprète
- Yves La Prairie, écrivain, poète, officier de marine, fondateur du CNEXO
- Jim Sévellec, peintre de la Marine, faïencier
- Joël Cornette, historien, auteur d'une Histoire de la Bretagne et des Bretons (Seuil, 2005)
- Marc Didou, sculpteur (1963-)
- Serge Kerval (1939 -1998), chanteur né à Brest
- Arnaud Le Gouëfflec, écrivain, scénariste de bande dessinée, et musicien
- Robert Micheau-Vernez, peintre, illustrateur, sculpteur (1907-1989)
- Adrien Lemaître, animateur de télévision
- Enora Malagré, chroniqueuse et animatrice de télévision, animatrice radio
- Charles Francisque Raub (1854-1928 ?), peintre français
- Mikael Bodlore-Penlaez, auteur, cartographe

#### Militaires
- Edgard de Trentinian, général de division, né à Brest le 25 août 1851, grand-croix de la Légion d'honneur ;
- Emmanuel Auguste Dubois de La Motte, corsaire et gouverneur de Saint-Domingue ;
- Jacques Aymar de Roquefeuil et du Bousquet (1665-1744), chef d'escadre, lieutenant général des armées navales, gouverneur du port et de la ville de Brest ;
- Aymar Joseph de Roquefeuil et du Bousquet (1714-1782), vice-amiral de France, commandant la flotte du Ponant et la place de Brest ;
- Sébastien-François Bigot de Morogues (1706-1781), lieutenant général des armées navales ;
- Jacques-Noël Sané (1740-1831), architecte naval ;
- François Marie d'Aboville (1730-1817), général d'artillerie, gouverneur de Brest ;
- Paul Louis Gaultier de Kervéguen (1737-1814), général des armées de la République et de l'Empire ;
- Charles Alexandre Léon Durand de Linois, amiral ;
- Julien Marie Cosmao-Kerjulien (1761-1825), contre-amiral de la République et de l'Empire (nom gravé sous l'arc de triomphe de l'Étoile : 10e colonne) ;
- Georges Thierry d'Argenlieu, amiral, religieux et résistant ;
- Émile Guépratte, amiral ;
- Léon de Beylié, général de brigade, archéologue, bienfaiteur, réside à Brest pendant toute l'année 1884 ;
- Jean Cras, (1879-1932), contre-amiral, pianiste et compositeur ;
- Louis-Émile Bertin (1840-1924), ingénieur général du génie maritime et savant.
- Jean Simon (1912-2003), officier de l'armée de terre française.
- Eugène Barthes (1862-1950), vice-amiral français.
- Émile Barthes (1894-1974), contre-amiral français.
- Les 3 frères Gérald (1865-1911) Joël Mesny (1862-1932), tous deux médecins de marine) et René Mesny (1874-1949), scientifique.

#### Politiques et serviteurs de l'État
- Antoine Choquet de Lindu, architecte et ingénieur de la Marine
- Louis-Alexandre Expilly de La Poipe, président de la commission sur la constitution civile du clergé et premier évêque constitutionnel de France
- Théobald de Lacrosse (1796-1865), homme politique français, ministre des Travaux publics à deux reprises sous la deuxième République
- Nathalie Lemel, anarchiste et féministe, membre de la Commune
- Henri Rieunier (1833-1918), amiral, ministre de la Marine, député, il fut major général de la Marine à Brest
- Paul Deschanel (1855-1922), sous-préfet en 1879, futur président de la République
- Albert Peyronnet (1862-1958), homme politique
- Gustave Hervé (1871-1944), homme politique
- Paul Simon (1886-1956), homme politique
- Eugène Deloncle (1890-1944), homme politique, cofondateur et dirigeant de la Cagoule
- Yves Guéna (1922-2016), homme politique (ancien ministre, ancien président du Conseil constitutionnel)
- Jean-Michel Huon de Kermadec (1748-1792), navigateur, commandant une des deux frégates de l'expédition d'Entrecasteaux
- Benoît Hamon (né en 1967), ministre chargé de l'Éducation nationale dans le gouvernement de Manuel Valls

#### Scientifiques
- Alexis-Marie Rochon (1741-1817), astronome et navigateur.
- Pierre-François Kéraudren (1769-1858), inspecteur général du service de santé de la Marine.
- Prosper Garnot (1794-1838), médecin et naturaliste.
- Étienne Fiacre Louis Raoul (1815-1852), chirurgien de marine et naturaliste
- Armand Corre (1841-1908), médecin et sociologue.
- Louis Froc (1859-1932), surnommé « le père des typhons ».
- Irène Frachon médecin, auteur de Médiator, combien de morts ?

#### Sportifs
- Sébastien Flute, archer
- Faustine Merret, véliplanchiste
- Olivier de Kersauson, navigateur
- Jean-Yves Le Déroff, navigateur
- Jo Le Guen, navigateur
- Anne Liardet, navigatrice
- Solen Désert, athlète
- Benoît Nicolas, Duathlète et athlète
- Gonzalo Higuaín, footballeur
- Robert Coat, footballeur[61]
- Alexis Thépot, footballeur
- Guillaume Moullec, footballeur
- Hassan Ahamada, footballeur
- Jean-Christophe Cesto, footballeur
- Fabien Causeur, basketteur
- Virginie Hériot, navigatrice
- Gildas Mahé : navigateur
- Nathalie Vasseur, athlète
- Virginie Cueff, cycliste
- Charlotte Bonnet, nageuse
- Camille Lecointre, navigatrice

#### Divers
- Eugène-François Vidocq, aventurier français de passage en tant que forçat
- Jean Quéméneur, personnage imaginaire héros de la chanson brestoise La complainte de Jean Quéméneur[62]
- Loïk Le Floch-Prigent, PDG de l'entreprise Elf Aquitaine entre juillet 1989 et août 1993
- Joseph Victor Édouard Trischler, industriel
- Laury Thilleman, Miss France 2011
- Albert Rolland (1913-1943), résistant français brestois de la Seconde Guerre mondiale mort pour la France
- Charles Le Gall (1921-2010), pionnier de la radio-télévision en langue bretonne